# Liste der Baudenkmäler in Schwabing
Auf dieser Seite sind die Baudenkmäler im Münchner Stadtteil Schwabing im Stadtbezirk 12 Schwabing-Freimann aufgelistet. Zu diesen Baudenkmälern gibt es auch eine Bildersammlung und ein Fotoalbum mit ausgewählten Bildern.
Diese Liste ist Teil der Liste der Baudenkmäler in München. Grundlage ist die Bayerische Denkmalliste, die auf Basis des bayerischen Denkmalschutzgesetzes vom 1. Oktober 1973 erstmals erstellt wurde und seither durch das Bayerische Landesamt für Denkmalpflege geführt und aktualisiert wird. Die folgenden Angaben ersetzen nicht die rechtsverbindliche Auskunft der Denkmalschutzbehörde.

## Ensembles
- Alte Heide. Die Kleinwohnungsanlage Alte Heide, 1919–1927 nach Plänen von Theodor Fischer erbaut, ist ein Ensemble von städtebaulicher und sozialgeschichtlicher Bedeutung. Als erstes Beispiel von Zeilenbauten in Deutschland wie auch als erstes großes Wohnungsbauprojekt für Arbeiter in München nach dem Ersten Weltkrieg nimmt die Alte Heide eine wichtige Stelle in der Entwicklung der gemeinnützigen Siedlungsbauten ein. (E-1-62-000-3)

- Altschwabing. Das Ensemble Altschwabing umfasst die Teile des ehemaligen Dorfes Schwabing, die das historische Ortsbild noch im Wesentlichen geschlossen bewahrt haben, zusammen mit den architektonischen Erweiterungen im 18. und 19. Jahrhundert, wie sie sich als Zeugen feudaler und großbürgerlicher Vergangenheit exemplarisch fassen lassen sowie in einer Folge vorstädtischer und urbaner Elemente zum Ausdruck kommen. Schwabing, seit dem 5. Jahrhundert und damit lange vor München eine historisch-geographische Einheit und seit dem 8. Jahrhundert urkundlich nachweisbar, entwickelte sich unter der Herrschaft bayerischer Adelssippen zwischen der Landshuter Straße und dem ehemaligen westlichen Isar-Uferrand, wie er noch gegenwärtig am Kirchberg in Schwabing und am Baronbergl bei Biederstein kenntlich ist, von einer Ansiedlung mit Burgstall im Frühmittelalter zum Fischer- und Milchbauerndorf im Spätmittelalter. Die im Kern gotische Altschwabinger Dorfkirche hat sich in der Doppelanlage der Katholischen Pfarrkirche St. Silvester erhalten, mit malerischer Wirkung nach wie vor den traditionsreichen Platz am ehemaligen westlichen Isar-Hochufer behauptend. Weiterer historischer Schwerpunkt innerhalb des Ensembles ist der Nikolaiplatz, dessen westliche Bebauung in etwa den Standort der ehemaligen Pestkirche St. Nikolaus einnimmt, einer Gründung des 15. Jahrhunderts und zugehörig dem Leprosen- oder Sonder-Siechen-Haus, das von der Stadt München wohl als Entlastung der Leprosenanlage vom Gasteig an der nördlichen Ausfallstraße eingerichtet worden war. An den dörflichen Charakter Schwabings erinnert ein Teil der Bebauung der Gunezrainerstraße, wo der Wohnteil eines ehemaligen Vierseithofs des späten 18. Jahrhunderts einer Gruppe von Kleinhäusern gegenübersteht, die in der Tradition ehemaliger Söldner- bzw. Kleingütlerhäuser stehen. (E-1-62-000-4)

- Leopoldstraße (Forum) mit Schackstraße. Der Beginn der Leopoldstraße hinter dem Siegestor bildet ein verbreitertes Forum, dessen Westseite von der Akademie der bildenden Künste eingenommen und dessen Ostseite mit einer einheitlich konzipierten Gruppe palastartiger Gebäude – ehemals herrschaftlichen Mietshäusern – begrenzt wird, die in den Jahren um 1900 von namhaften Architekten (Friedrich Thiersch, Martin Dülfer, Leonhard Romeis) entworfen wurden. Die beiden südlichen Häuser der Gruppe flankieren die völlig einheitlich von Romeis gestaltete kurze Schackstraße. Typisch für den Bereich ist die freistehende Bauweise samt Vorgärten. Zusammen mit der Akademie bildet das Siegestor mit dem Forum eine städtebaulich bedeutende Gelenkstelle zwischen Ludwigstraße und Leopoldstraße. (E-1-62-000-27)

- Martiusstraße. Bei dem Ensemble Martiusstraße handelt es sich um eine Reihe herrschaftlicher Mietshäuser, die Anfang des 20. Jahrhunderts als geschlossene Konzeption innerhalb von zwei Jahren im damals zeitgemäßen Jugendstil entstanden. Die Martiusstraße war als verbindendes Straßenstück zwischen der damals noch als Schwabinger Landstraße bezeichneten Leopoldstraße und der Königinstraße bereits um 1885 konzipiert worden. Bebaut wurde sie zwischen 1906 und 1908 im westlichen Abschnitt bis zum damaligen Kaulbachplatz, heute Kißkaltplatz. Als östlicher Endpunkt der Achse Elisabeth-/Franz-Joseph-Straße wurde auch die Martiusstraße bevorzugter Bereich für herrschaftliche Mietshäuser in Schwabing. Anton Hatzl, Architekt und Besitzer gleichzeitig, ließ an der Nordseite eine geschlossene Reihe von vier Bauten (Nr. 1, 3, 5, 7), südlich gegenüber eine Gruppe von zwei Objekten (Nr. 4, 6) errichten. Unter einheitlicher Konzeption entstanden an dem kurzen, geraden Straßenstück viergeschossige vornehme Mietshäuser in der dem neubarocken Jugendstil charakteristischen Plastizität und reichen Ornamentierung. Die angrenzenden Gebäude ergänzen den Straßenraum. (E-1-62-000-32)

- Nordschwabing. Bei dem Ensemble Nordschwabing handelt es sich um einen stadtbaugeschichtlich bedeutsamen Quartiersbereich aus der Wende vom geometrischen zum malerischen Städtebau. Im Kaiserplatz und den ihm benachbarten Straßenabschnitten ist als besondere städtebauliche Leistung fassbar, wie über einem technokratisch entwickelten und zweidimensional gedachten Straßenschema eine bauliche Realität sich manifestieren konnte, die mit Differenzierungen im stadtbaugeschichtlich moderneren Bebauungsplandenken sich messen lässt. Zwei städtebauliche Konzeptionen, die in der 2. Hälfte des 19. Jh. die Stadtgestalt Münchens in entscheidender Weise geprägt haben, sind hier zueinander vermittelt: die traditionell-geometrische Stadterweiterung und der nach dem Stadterweiterungswettbewerb von 1892 unter Theodor Fischer durchgesetzte malerische Städtebau. Im Schnittpunkt dieser beiden Prinzipien gelang nicht nur die homogene Platzschöpfung Kaiserplatz und eine Zentrenbildung für den neuen Stadtteil Nordschwabing mit der Pfarrkirche St. Ursula als Orientierungsfaktor und städtebaulichem Merkzeichen weithin, sondern auch die Schaffung neuer städtebaulicher Elemente, wie Hauptverkehrs- und Wohnnebenstraßen, beides unter Wahrung überschaubarer Straßenabschnitte für die Perspektive des Fußgängers mit entsprechenden architektonischen Pointierungen zu dessen Orientierung im städtischen Raum. Im Ansatz vollzogen wurde damit der stadtbaugeschichtlich wichtige Schritt vom quantitativen Straßenschema zum differenzierteren Bebauungsplan, vom Platzschema zum Platzbild, von der Rasterbebauung der Maxvorstadt zum städtischen Quartier. (E-1-62-000-42)

- Ohmstraße. Ungestört zusammenhängende Gruppe von reich gegliederten Mietshäusern im Stil der Zeit vor dem Ersten Weltkrieg. (E-1-62-000-46)

- Tucherpark. Der Tucherpark bildet als einheitlich geplante Bürosiedlung ein Ensemble. Er entstand an dem Standort der Tivoli-Kunstmühle auf dem Areal östlich des Englischen Gartens und westlich der Ifflandstraße. Ab 1965 plante die Bayerische Vereinsbank (heute Hypo-Vereinsbank) auf Grund von Kapazitätsmangel in der Innenstadt dieses neue Quartier. Der damalige Vorstandssprecher Hans Christoph Freiherr von Tucher (1904–68) war Initiator und nach ihm wurde die Siedlung benannt. Die Gesamtanlage geht auf eine Planung von Sep Ruf (1908–1982) zurück. 1967 stellte er einen städtebaulichen Grundplan auf, der bis zu den zuletzt entstandenen Bauten der Mitte 1980er Jahre verbindlich war. Entlang dem mit einem Bogen geführten Eisbach sind die Bürogebäude aufgereiht. Die Haupterschließung erfolgt von der Ifflandstraße her. Die Straße Am Tucherpark ist in ihrem südwestlichen Verlauf dreimal abgeknickt und mündet am Rand des Englischen Gartens in die Hirschauer Straße. Die Straßen Sederanger und Am Eisbach sind als Sackgassen und damit als Nebenstraßen ausgebildet und erschließen die Gebäude im Westen und Norden des Tucherparks. Zwei Brücken, einmal im südlichen Teil des Areals zwischen dem Technischen Zentrum und dem Hilton-Hotel und einmal im mittleren Teil auf Höhe der Einmündung von der Ifflandstraße führen über den Eisbach, der den Tucherpark in Nord-Süd-Richtung teilt. In die Mitte des Parks, im Bogen des Eisbachs, befindet sich als höchster Baukörper das 15-geschossige Hotelhochhaus. Zu allen Seiten des Hotels sind mit weiten Abständen die Bürobauten angeordnet, die deutlich niedriger – höchstens siebengeschossig – sind. Die zwischen den Gebäuden liegenden Freiflächen sind begrünt und stellen so eine Verbindung zum anschließenden Englischen Garten her. Die Grünplanung übernahm das Büro des Ismaninger Landschaftsarchitekten Karl Kagerer. Daneben finden sich auf dem gesamten Areal verteilt Skulpturen und Brunnen aus verschiedenen Materialien und von verschiedenen Künstlern, die in die Freiflächengestaltung eingebettet sind: Beispielsweise zwei unterschiedlich große, polygonale Würfelskulpturen aus Granit und Aluminium des japanisch-amerikanischen Bildhauers Isamu Noguchi (1904–88) von 1972, die auf einer kleinen Platzanlage zwischen dem Eisbach und dem Technischen Zentrum aufgestellt sind. Auf Vermittlung von Sep Ruf entstand die freistehende Bronzeplastik „Zeichen 74“ des Berliner Künstlers Bernhard Heiliger (1915–1995). Sie steht neben dem EDV-Zentrum der Landeszentralbank auf einem kleinen Sockel über dem Eisbach. Ganz im Süden des Tucherparks liegt das Technische Zentrum der Bayerischen Vereinsbank (Am Tucherpark 12). Es entstand als erster Bau nach Entwurf von Sep Ruf in den Jahren 1968–70. Der viergeschossige Bau über hohem Sockelgeschoss ist flach gedeckt und den Fassaden sind umlaufende Laubengänge vorgelegt. Der Bau des 15-geschossigen Hilton-Hotels (Am Tucherpark 7) nordwestlich des Technischen Zentrums erfolgte in den Jahren 1970–72 nach Entwürfen von Sep Ruf und dem New Yorker Architekturbüro Curtis & Davis, die für die Grundplanung der Hotels des Hilton-Konzerns beauftragt waren. Die Gebäude der Bayerischen Vereinsbank entlang der Ifflandstraße (Am Tucherpark 14–16), die sich in Gestalt an das Technische Zentrum anlehnen und mit diesem über einen Gang verbunden sind, wurden 1970–75 nach Entwürfen von Sep Ruf erbaut. 1998–2000 hat das Münchner Büro Fritsch & Tschaidse das Casino in diesem Gebäude umgebaut und erweitert. Nördlich an diesen Erweiterungsbau der Bayerischen Vereinsbank schließt sich ebenfalls entlang der Ifflandstraße das achtgeschossige Rechenzentrum von IBM Deutschland (Am Eisbach 4) an. Es entstand ebenfalls nach Plänen von Sep Ruf 1969–72. Zeitgleich errichtete IBM westlich des Rechenzentrums einen dreigeschossigen Verwaltungsbau (Am Eisbach 3), dem wiederum eine Planung von Sep Ruf zugrunde liegt. Das EDV-Zentrum der Landeszentralbank in Bayern (Sederanger 3), ein sechsgeschossiges, terrassenförmig aufgebautes Gebäude, entstand 1971–74 nördlich des Hilton-Hotels nach Plänen der Bauabteilung der Landeszentralbank. Etwa zeitgleich (1971–76) errichtete die Bayerische Rückversicherung (Sederanger 4–6) nach Plänen des Münchner Architekten Uwe Kiessler eine Verwaltungszentrale, die sich aus drei zusammenhängenden und einem einzeln stehenden Stahlbetonskelettbau auf kreisrundem Grundriss zusammensetzt und sich somit in seiner Gestalt deutlich aus der restlichen Bebauung des Tucherparks herausragt. Der einzeln stehende Baukörper wurde 1988–90 ebenfalls durch Uwe Kiessler um zwei Geschosse aufgestockt. Eine Sport- und Freizeitanlage mit Schwimmbad, Turnhalle und Gastronomie (Am Eisbach 5) ließ die Bayerische Vereinsbank am Nordende des Tucherparks ab 1972 vom hauseigenen Baubüro errichten. Die jüngsten Bauten auf dem Areal des Tucherparks befinden sich am Westrand unmittelbar an den Englischen Garten angrenzend und stammen aus den 1980er Jahren. Es handelt sich dabei um zwei fünfgeschossige, über einen gemeinsamen Eingang verbundene, baulich identische Verwaltungsgebäude der Bayerischen Vereinsbank (Sederanger 5). Der Entwurf stammt von der Architektengemeinschaft Grünwald, das Nachfolgebüro Sep Rufs. Sie wurden zeitgleich 1985–86 mit einem weiteren fünfgeschossigen Verwaltungsbau der Bayerischen Vereinsbank (Am Tucherpark 1), den der Münchner Architekt Georg Alexander Roemmich entworfen hat, errichtet. Als reine Bürosiedlung der späten 1960er Jahre mit einheitlicher Grundplanung ist der Münchner Tucherpark in Bayern einzigartig. Als Vergleichsbeispiel kann die Hamburger City Nord genannt werden. Ähnlich wie beim Tucherpark waren auch in Hamburg die fehlenden Raumkapazitäten im Innenstadtbereich ausschlaggebend für die Planung und Umsetzung einer Bürosiedlung am Innenstadtrand. Die erste Phase der Bauwettbewerbe, zu denen sich die einzelnen Unternehmen im Vorfeld verpflichtet hatten, fand in den frühen 1960er Jahren statt. Auch eine großzügige Begrünung der Freiflächen war von vornherein vorgesehen. Es entstanden hier qualitativ hochwertige und für die Büroarchitektur der 1960er Jahre vorbildliche Bauten wie die von Arne Jacobsen ab 1966 errichtete Hauptverwaltung der damaligen Hamburgischen Electricitäts-Werke (heute Vattenfall Europe AG) am Überseering oder das nach dem Vorbild eines Benzolringes aus Sechsecken entwickelte Verwaltungsgebäude der BP, das das Kölner Büro Kraemer, Sieverts & Partner entworfen hat. Der Tucherpark bildet als Gesamtanlage ein seltenes Beispiel für Bürosiedlungen in der Planung aus den späten 1960er Jahren. Trotz der mehrere Jahre umfassenden Bauzeit bildet der Park eine Einheit, der man den Grundplan von Sep Ruf verbindlich zugrunde gelegt hat. (E-1-62-000-80)

## Einzeldenkmäler

### A
| Lage                                | Objekt                                                                     | Beschreibung | Akten-Nr.       | Bild                                                                 |
| ----------------------------------- | -------------------------------------------------------------------------- | --- | --------------- | -------------------------------------------------------------------- |
| Ainmillerstraße 13 (Standort)       | Mietshaus                                                                  | neubarock, reich gegliedert und stuckiert, 1897 von Fritz Schönmann | D-1-62-000-130  | weitere Bilder                                                       |
| Ainmillerstraße 17 (Standort)       | Mietshaus                                                                  | neubarock, reich gegliedert und stuckiert, 1897 von Fritz Schönmann | D-1-62-000-131  | weitere Bilder                                                       |
| Ainmillerstraße 20 (Standort)       | Mietshaus                                                                  | Jugendstil, mit Erkern, Balkonen und sehr reichem Stuckdekor, 1900 von Eugen Hönig und Karl Söldner. | D-1-62-000-132  | weitere Bilder                                                       |
| Ainmillerstraße 22 (Standort)       | Mietshaus                                                                  | Viergeschossiger Jugendstilbau mit Zwerchhaus, reich gegliederter polychromer Fassade und figürlichem Dekor, von Felix Schmidt nach Fassadenentwurf von Henry Helbig und Ernst Haiger, 1898; mit Einfahrtstor, bauzeitlich. (Geschütztes Kulturgut) | D-1-62-000-133  | weitere Bilder                                                       |
| Alte Heide 3 (Standort)             | Verwaltungsgebäude                                                         | Verwaltungsgebäude der Alte Heide Gemeinnützigen Baugesellschaft m.b.H., malerischer Gruppenbau im Zentrum der Siedlung Alte Heide, 1921–22 von Theodor Fischer. Südlich im Garten Brunnenbecken mit Knabenfigur sowie (am Nebenbau) Gedenktafel für Ernst L. Eppner (1879–1924). | D-1-62-000-213  | weitere Bilder                                                       |
| Am Tucherpark 4 (Standort)          | Ehemaliges Bürogebäude der Bauunternehmung Dr. Ing. Eduard Schmucker       | Zweigeschossiger Flachdachbau mit asymmetrisch aufgebauter, verglaster Fassade, zweifach einspringenden Längsseiten und konvex ausgebildeter Rückfront, über schlanken Stützen vorkragendes Vordach, zweigeschossiger Büroraum mit geschwungener Empore und geschwungene Treppe mit nierenförmiger Galerie, errichtet nach Plänen des Bauherren, 1954–56, Fassadenrenovierung 1988/89. | D-1-62-000-7920 | Ehemaliges Bürogebäude der Bauunternehmung Dr. Ing. Eduard Schmucker |
| Am Tucherpark 12/14/16 (Standort)   | Technisches Zentrum der HypoVereinsbank, ehemalige Bayerischen Vereinsbank | Viergeschossiger Stahlbetonskelettbau über hohem Sockelgeschoss mit vorgehängten, eloxierten Aluminium-Glas-Elementen, mit allseits umlaufenden Wartungsgängen mit integrierten Jalousien, von Sep Ruf, 1968–70; Platzanlage mit zwei würfelförmigen Skulpturen aus Granit und Aluminium, von Isamu Noguchi, 1972, zwischen dem Technischen Zentrum und Eisbach.                       | D-1-62-000-8508 | weitere Bilder                                                       |
| Antonienstraße 1 (Standort)         | Mietshaus                                                                  | malerischer, später Jugendstil-Eckbau, um 1910; Gruppe mit Ungererstraße 40 | D-1-62-000-357  | Mietshaus                                                            |
| Antonienstraße 3 (Standort)         | Mietshaus                                                                  | historisierend, mit Blendengliederung, 1914 von Max Rose; Dach verändert | D-1-62-000-358  | Mietshaus                                                            |
| Artur-Kutscher-Platz 1/2 (Standort) | Wohnanlage, sogenannter Marschallhof                                       | Außenbau und Treppenhaus der Wohnhäuser, sechsgeschossige Flachdachbauten mit umlaufenden Balkonen über Sockelgeschoss und mit Terrassengeschoss, mit zentralem, geräumigem Treppenhaus, von Ernst Barth, 1960–62; Gartenanlage, von Alfred Reich, gleichzeitig; Skulptur im Garten, von Raoul Ratnowsky, 1959–62                                                                      | D-1-62-000-9810 | BW                                                                   |

### B
| Lage                                                   | Objekt                                                       | Beschreibung | Akten-Nr.       | Bild                                                         |
| ------------------------------------------------------ | ------------------------------------------------------------ | --- | --------------- | ------------------------------------------------------------ |
| Beichstraße 2 (Standort)                               | Villenartiger Wohnbau                                        | später Historismus, Eckerker und Laubengang, 1889 | D-1-62-000-670  | weitere Bilder                                               |
| Biedersteiner Straße 1 (Standort)                      | Katholisches Pfarrhaus von St. Silvester                     | barockisierend, 1925 von Hermann Buchert | D-1-62-000-738  | weitere Bilder                                               |
| Biedersteiner Straße 1a (Standort)                     | Katholische Pfarrkirche St. Sylvester                        | Malerische, leicht erhöht stehende Doppelanlage; südlich ehem. Dorfkirche, im Kern gotisch, barockisiert, mit Spitzturm; nördlich anschließend neubarocker Erweiterungsbau, 1925–26 von Hermann Buchert; mit Ausstattung; östlich vorgelegt Terrasse mit Balusterbrüstung und zwei Freitreppen. Westlich der ehem. Friedhof, jetzt Park, mit Gedenkkreuz von 1899 und barockisierender Stützmauer im Norden. | D-1-62-000-739  | weitere Bilder                                               |
| Biedersteiner Straße 4a (Standort)                     | Mietshaus                                                    | dreigeschossiger freistehender Walmdachbau in späten Jugendstilformen mit abgerundeten Ecken, Loggien und Putzgliederung, um 1910 | D-1-62-000-3343 | Mietshaus                                                    |
| Biedersteiner Straße 6 (Standort)                      | Mietshaus                                                    | barockisierend, mit Runderkern, Anfang 20. Jahrhundert; Block mit Nr. 8 | D-1-62-000-741  | weitere Bilder                                               |
| Biedersteiner Straße 8 (Standort)                      | Mietshaus                                                    | neubarock, mit Erker und Schweifgiebel, um 1900, Fassadenpreisträger 2005; Block mit Nr. 6 | D-1-62-000-742  | weitere Bilder                                               |
| Biedersteiner Straße 10 (Standort)                     | Villa                                                        | Landhausstil, mit Holzschnitzereien, 1887 von F. Hintsche. | D-1-62-000-743  | weitere Bilder                                               |
| Biedersteiner Straße 12 (Standort)                     | Malerische Villa                                             | neubarock, um 1900 | D-1-62-000-744  | weitere Bilder                                               |
| Biedersteiner Straße 19 (Standort)                     | Harrach-Schlösschen                                          | zweigeschossiger neubarocker Walmdachbau mit Putzgliederung und südlicher Terrasse, von Oswald E. Bieber, 1927; Villengarten, Anlage um 1927; Brunnen, antikisierende weibliche Figur mit seitlichen Säulen vor rundem Steinbassin, um 1927 | D-1-62-000-746  | Harrach-Schlösschen                                          |
| Biedersteiner Straße 22/24/26/30/30a/30b/32 (Standort) | Studenten-Wohnsiedlung am Biederstein                        | 1951–55 von Harald und Otto Roth in Zusammenarbeit mit Charles Crodel (im Gartensaal signierte und 1955 datierte, in der Akademie der Bildenden Künste München gebrannte monumentale Fayence-Wandmalerei von ca. 9 m²) als Gebäudegruppe mit Verwalterhaus in parkähnlichem Gelände (Rest des ehemaligen Biedersteiner Schlossparks) für 300 Studenten errichtet; Kombination von leicht versetzt angeordneten Satteldachbauten mit Gebäudekubus (mit Lichthof, umlaufenden Galerien, turmartiger Freitreppe), und zur Gartenseite hin verglastem ebenerdigem Aufenthaltsraum. Reste des abgebrochenen Schlosses Biederstein: Gittertor mit Pfeilern, 2. Hälfte 19. Jahrhundert; westlich von Nr. 26 (vergleiche dort); gemauerte Torpfeiler-Einfahrt mit Fußgängertor daneben, 19. Jahrhundert; an Nr. 32 (Verwalterhaus) nordwestlich anschließend (vergleiche dort). | D-1-62-000-7888 | weitere Bilder                                               |
| Biedersteiner Straße 26 (Standort)                     | Schlosstor                                                   | des abgebrochenen Schlosses Biederstein, zwei steinerne klassizistische Torpfeiler mit neubarocken schmiedeeisernen Torflügeln, vergleiche Biedersteiner Straße 22/24/26/30/30a/30b/32 | D-1-62-000-7888 | weitere Bilder                                               |
| Biedersteiner Straße 29 (Standort)                     | Villa                                                        | sogenanntes Gohren-Schlösschen und Rittersitz Neufelden, dreigeschossiger barocker Walmdachbau mit ausladendem Traufgesims, Ende 18. Jahrhundert; Nebengebäude, erdgeschossiger hakenförmiger Mansarddachbau, Ende 18. Jahrhundert, westlich modern ausgebaut | D-1-62-000-745  | weitere Bilder                                               |
| Biedersteiner Straße 29 (Standort)                     | Ehemalige Hansaheime mit Schule, jetzt Klinik am Biederstein | dreigeschossige, hakenförmig angeordnete und teilweise durch Zwischenbauten verbundene, kubische Mansarddachhäuser mit barockisierenden Fensterrahmungen, von Paul Liebergesell und Feodor Lehmann, 1924/25 | D-1-62-000-747  | Ehemalige Hansaheime mit Schule, jetzt Klinik am Biederstein |
| Biedersteiner Straße 32 (Standort)                     | Gemauerte Torpfeiler-Einfahrt und Fußgängertor               | 19. Jahrhundert, Rest des abgebrochenen Schlosses Biederstein; an die Nordwestecke des Verwalterhauses der Studenten-Wohnsiedlung am Biederstein anschließend; vergleiche Biedersteiner Straße 22/24/26/30/30a/30b/32 | D-1-62-000-7888 | weitere Bilder                                               |
| Biedersteiner Straße 78 (Standort)                     | Gaststätte Brunnwart                                         | barockisierender Bau, erdgeschossig, um 1900 | D-1-62-000-751  | weitere Bilder                                               |
| Bismarckstraße 1 (Standort)                            | Mietshaus                                                    | neubarock, mit Erker, reich gegliedert und stuckiert, um 1900 von Anton Wörz; mit Vorgartengitter | D-1-62-000-769  | weitere Bilder                                               |
| Bismarckstraße 2 (Standort)                            | Mietshaus                                                    | neubarock, mit Erkerturm, um 1900 | D-1-62-000-770  | weitere Bilder                                               |
| Bismarckstraße 3 (Standort)                            | Mietshaus                                                    | neubarocker Eckbau, reich gegliedert, mit Erkern und Stuckdekor, 1900 von Anton Wörz | D-1-62-000-771  | Mietshaus                                                    |
| Bismarckstraße 4 (Standort)                            | Mietshaus                                                    | neubarock, reich gegliedert, mit Erker, bezeichnet 1901 | D-1-62-000-772  | Mietshaus                                                    |
| Bismarckstraße 6 (Standort)                            | Mietshaus                                                    | neubarock, reich gegliederter Eckbau, um 1900 | D-1-62-000-773  | Mietshaus                                                    |
| Bismarckstraße 11 (Standort)                           | Mietshaus                                                    | neubarock, mit Putzgliederung, um 1900 | D-1-62-000-774  | Mietshaus                                                    |
| Bismarckstraße 19 (Standort)                           | Mietshaus                                                    | viergeschossiger neubarocker Mansarddachbau mit Segmentbogen-übergiebeltem Mittelrisalit und reicher Fassadengliederung, um 1900 | D-1-62-000-775  | Mietshaus                                                    |
| Bismarckstraße 22 (Standort)                           | Mietshaus                                                    | dreigeschossiger Mansardwalmdachbau in Neurenaissanceformen mit Eckgiebel und Putzgliederung, um 1890, vereinfacht | D-1-62-000-776  | weitere Bilder                                               |

### C
| Lage                        | Objekt    | Beschreibung | Akten-Nr.       | Bild           |
| --------------------------- | --------- | --- | --------------- | -------------- |
| Clemensstraße 2 (Standort)  | Mietshaus | Jugendstil, mit zartem Stuckdekor (u. a. Fledermausrelief), 1903 von R. Böhm.                                                            | D-1-62-000-1073 | weitere Bilder |
| Clemensstraße 5 (Standort)  | Mietshaus | neubarock, um 1890 | D-1-62-000-1074 | weitere Bilder |
| Clemensstraße 8 (Standort)  | Mietshaus | Jugendstil-Eckbau, mit Risaliten, Balkongittern, Stuck und Marienfigur, Anfang 20. Jahrhundert                                           | D-1-62-000-1075 | weitere Bilder |
| Clemensstraße 10 (Standort) | Mietshaus | Jugendstil, mit Erker, Balkonen und Stuck, Anfang 20. Jahrhundert                                                                        | D-1-62-000-1076 | weitere Bilder |
| Clemensstraße 14 (Standort) | Mietshaus | deutsche Renaissance, um 1890/1900 | D-1-62-000-1077 | weitere Bilder |
| Clemensstraße 26 (Standort) | Mietshaus | barockisierender Jugendstil, mit zwei Erkern und reichem Stuckdekor, Anfang 20. Jahrhundert                                              | D-1-62-000-1078 | weitere Bilder |
| Clemensstraße 28 (Standort) | Mietshaus | barockisierender Jugendstil, Eckbau mit Erkern und reichem Dekor, um 1900                                                                | D-1-62-000-1079 | weitere Bilder |
| Clemensstraße 30 (Standort) | Mietshaus | viergeschossiger Eckbau mit Mansardwalmdach, Zwerchhäusern und Loggien, in Formen des geometrischen Jugendstils, Anfang 20. Jahrhunderts | D-1-62-000-8451 | weitere Bilder |
| Clemensstraße 32 (Standort) | Mietshaus | Jugendstil, mit Loggien und Putzdekor, Anfang 20. Jahrhundert; Gruppe mit Nr. 34 mit eingezogener Mitte.                                 | D-1-62-000-1081 | weitere Bilder |
| Clemensstraße 34 (Standort) | Mietshaus | Jugendstil, mit Loggien und Putzdekor, Anfang 20. Jahrhundert; Gruppe mit Nr. 32 mit eingezogener Mitte.                                 | D-1-62-000-1081 | weitere Bilder |
| Clemensstraße 36 (Standort) | Mietshaus | barockisierender Jugendstil, Eckbau mit reicher Putzgliederung, Anfang 20. Jahrhundert                                                   | D-1-62-000-1082 | weitere Bilder |

### D
| Lage                              | Objekt          | Beschreibung | Akten-Nr.       | Bild            |
| --------------------------------- | --------------- | --- | --------------- | --------------- |
| Destouchesstraße 1 (Standort)     | Mietshaus       | Neurenaissance, mit Putzgliederung, um 1890.                                                                                             | D-1-62-000-1254 | Mietshaus       |
| Destouchesstraße 2/4 (Standort)   | Doppelvilla     | barockisierend, um 1910; am Ostende des Gartens von Nr. 2 barockisierendes Einfahrtstor                                                  | D-1-62-000-1255 | weitere Bilder  |
| Destouchesstraße 6/8 (Standort)   | Doppelvilla     | barockisierend, um 1923 von Heilmann & Littmann                                                                                          | D-1-62-000-1256 | weitere Bilder  |
| Destouchesstraße 14 (Standort)    | Mietshaus       | Eckbau in barockisierendem Jugendstil, 1914 von Franz Deininger; Gruppe mit Moltkestraße 9; vergleiche Viktoriastraße 24.                | D-1-62-000-1257 | weitere Bilder  |
| Destouchesstraße 16 (Standort)    | Mietshaus       | barockisierend, mit Treppenturm in der einspringenden Ecke, 1928 von Paul Breitsameter; Pendant zu Nr. 22, Gruppe mit Nr. 18, 20 und 22  | D-1-62-000-1258 | Mietshaus       |
| Destouchesstraße 18 (Standort)    | Mietshaus       | 1928 von Paul Breitsameter, bildet mit Nr. 20 die schmucklose, eingezogene Mitte der Gruppe 16, 18, 20 und 22.                           | D-1-62-000-1258 | Mietshaus       |
| Destouchesstraße 20 (Standort)    | Mietshaus       | 1928 von Paul Breitsameter, bildet mit Nr. 18 die schmucklose, eingezogene Mitte der Gruppe 16, 18, 20 und 22.                           | D-1-62-000-1258 | Mietshaus       |
| Destouchesstraße 22 (Standort)    | Mietshaus       | barockisierend, 1928 von Paul Breitsameter, mit Treppenturm in der einspringenden Ecke, Pendant zu Nr. 16; Gruppe mit Nr. 16, 18 und 20. | D-1-62-000-1258 | Mietshaus       |
| Dietlindenstraße 7 (Standort)     | Mietshaus       | malerischer Eckbau in deutscher Renaissance, mit Stuckdekor, um 1900                                                                     | D-1-62-000-1291 | weitere Bilder  |
| Dietlindenstraße 8 (Standort)     | Mietshaus       | historisierend, um 1910; Gruppe mit Nr. 10/12/14/16/18                                                                                   | D-1-62-000-1292 | Mietshaus       |
| Dietlindenstraße 10 (Standort)    | Mietshaus       | historisierend, um 1910; Gruppe mit Nr. 8/10/12/14/16/18                                                                                 | D-1-62-000-1293 | Mietshaus       |
| Dietlindenstraße 12/14 (Standort) | Doppelmietshaus | historisierend, 1910 von Paul Böhmer; Gruppe mit Nr. 8/10/16/18                                                                          | D-1-62-000-1294 | Doppelmietshaus |
| Dietlindenstraße 16 (Standort)    | Mietshaus       | historisierend, um 1910; Gruppe mit Nr. 8/10/12/14/18                                                                                    | D-1-62-000-1295 | Mietshaus       |
| Dietlindenstraße 18 (Standort)    | Mietshaus       | historisierend, um 1910; Gruppe mit Nr. 8/10/12/14/16                                                                                    | D-1-62-000-1296 | weitere Bilder  |
| Dillisstraße 1 (Standort)         | Mietshaus       | klassizistischer Jugendstil, Anfang 20. Jahrhundert                                                                                      | D-1-62-000-1305 | weitere Bilder  |

### E
| Lage                          | Objekt                                | Beschreibung | Akten-Nr.       | Bild                                  |
| ----------------------------- | ------------------------------------- | --- | --------------- | ------------------------------------- |
| Englischer Garten (Standort)  | Englischer Garten                     | Ab 1789 in den Isarauen durch Benjamin Thompson Graf von Rumford und Friedrich Ludwig von Sckell angelegter Volksgarten (bis 1799 mit Militärgärten verbunden), 1792 eröffnet, ab 1799 von Reinhard Freiherr von Werneck weiterentwickelt (Anlage des Sees), 1799 um die Hirschau nach Norden erweitert, ab 1804 von Friedrich Ludwig von Sckell gartenkünstlerisch umgestaltet. Klassischer Landschaftsgarten, sich über fünf Kilometer in den Isarauen erstreckend, mit geschwungenen Wasserläufen und Wegen sowie weiten Sichtflächen zwischen dem Baumbestand; Nordteil (Hirschau) rein landschaftlich, Südteil (zwischen Prinzregentenstraße und Isarring) mit Parkbauten und Denkmälern; Brücken in großer Zahl über die Bachläufe, vielfach mit Eisen- oder Steingeländern vor allem des späten Historismus. (Einzelbauwerke im Lehel, Bezirksteil Englischer Garten Süd, siehe Liste der Baudenkmäler im Lehel). | D-1-62-000-1545 | weitere Bilder                        |
| Englischer Garten (Standort)  | Kleinhesseloher See                   | angelegt ab 1799 | D-1-62-000-1545 | weitere Bilder                        |
| Englischer Garten (Standort)  | Sckell-Denkmal                        | kubischer Unterbau mit Säule, von Ernst von Bandel, nach Entwurf von Leo von Klenze, 1824, 1939 erneuert; am Ostufer des Kleinhesseloher Sees | D-1-62-000-1545 | weitere Bilder                        |
| Englischer Garten (Standort)  | Werneck-Denkmal                       | von Steinbänken flankierte Marmor-Ädikula mit Inschrifttafel, von Leo von Klenze, 1838; erhöht nahe dem Nordufer des Kleinhesseloher Sees | D-1-62-000-1545 | weitere Bilder                        |
| Echinger Straße 25 (Standort) | Konsumgebäude der Siedlung Alte Heide | mit Kratzputzdekor, bezeichnet 1920, von Theodor Fischer; das platzartige Westende der Straße abschließend | D-1-62-000-1397 | Konsumgebäude der Siedlung Alte Heide |

### F
| Lage                                             | Objekt                                                              | Beschreibung | Akten-Nr.       | Bild                                                                |
| ------------------------------------------------ | ------------------------------------------------------------------- | --- | --------------- | ------------------------------------------------------------------- |
| Feilitzschstraße 3 (Standort)                    | Mietshaus                                                           | deutsche Renaissance, mit Erker, um 1900; 1908–19 Atelier Paul Klee (Gedenktafel) | D-1-62-000-1638 | Mietshaus                                                           |
| Feilitzschstraße 12 (Standort)                   | Mietshaus                                                           | breitgelagerter Neurenaissance-Eckbau, um 1880 | D-1-62-000-1639 | Mietshaus                                                           |
| Feilitzschstraße 15 (Standort)                   | Mietshaus                                                           | Neurenaissance, mit breit abgeschrägter, übergiebelter Ecke, Ende 19. Jahrhundert | D-1-62-000-1641 | Mietshaus                                                           |
| Feilitzschstraße 19 (Standort)                   | Mietshaus                                                           | Neurenaissance, Ende 19. Jahrhundert | D-1-62-000-1642 | Mietshaus                                                           |
| Feilitzschstraße 20 (Standort)                   | Wohnhaus                                                            | barockisierend, 1926 von Karl Bücklers; Gruppe mit Nr. 22 | D-1-62-000-1643 | Wohnhaus                                                            |
| Feilitzschstraße 21 (Standort)                   | Mietshaus                                                           | im Kern deutsche Renaissance, mit Flacherker, Ende 19. Jahrhundert | D-1-62-000-1644 | Mietshaus                                                           |
| Feilitzschstraße 22 (Standort)                   | Wohnhaus                                                            | barockisierend, bezeichnet 1926, von Karl Bücklers; Gruppe mit Nr. 20 | D-1-62-000-1645 | weitere Bilder                                                      |
| Feilitzschstraße 23 (Standort)                   | Mietshaus                                                           | Eckbau in deutscher Renaissance, mit Erkern, Ende 19. Jahrhundert | D-1-62-000-1646 | Mietshaus                                                           |
| Feilitzschstraße 25 (Standort)                   | Mietshaus                                                           | Neurenaissance, reich gegliederter Eckbau mit Erker und plastischem Schmuck (Dichterbüsten, Engel, Merkurköpfe) 1892 von Anton Mack. | D-1-62-000-1647 | Mietshaus                                                           |
| Feilitzschstraße 27 (Standort)                   | Mietshaus                                                           | mit Schweifgiebel, um 1900 | D-1-62-000-1649 | Mietshaus                                                           |
| Feilitzschstraße 29 (Standort)                   | Mietshaus                                                           | Neurenaissance, Ende 19. Jahrhundert | D-1-62-000-1650 | Mietshaus                                                           |
| Feilitzschstraße 31 (Standort)                   | Mietshaus                                                           | Neurenaissance, Ende 19. Jahrhundert | D-1-62-000-1651 | Mietshaus                                                           |
| Feilitzschstraße 32 (Standort)                   | Gasthaus zur Seerose                                                | reich durch Erker gegliedertes Eckhaus, am Eisenbalkon bezeichnet 1897 | D-1-62-000-1652 | Gasthaus zur Seerose                                                |
| Feilitzschstraße 33 (Standort)                   | Mietshaus                                                           | Neurenaissance, Ende 19. Jahrhundert | D-1-62-000-1653 | Mietshaus                                                           |
| Feilitzschstraße 34 (Standort)                   | Mietshaus                                                           | barockisierend, um 1930 | D-1-62-000-1654 | Mietshaus                                                           |
| Feilitzschstraße 35 (Standort)                   | Dreiflügelige Wohnhausgruppe                                        | barockisierend, mit Erkern, Anfang 20. Jahrhundert | D-1-62-000-1655 | Dreiflügelige Wohnhausgruppe                                        |
| Feilitzschstraße 36 (Standort)                   | Wohnhaus                                                            | niedriger, barockisierender Bau am Straßenende, nahe dem Englischen Garten, mit Steinportal, um 1930 | D-1-62-000-1656 | Wohnhaus                                                            |
| Feilitzschstraße 37 (Standort)                   | Benefiziatenhaus                                                    | barockisierendes Walmdachhaus, 1928 von Franz Xaver Boemmel | D-1-62-000-1657 | Benefiziatenhaus                                                    |
| Fendstraße 3 (Standort)                          | Mietshaus in Ecklage                                                | mit polygonalem Eckerker, nach Plänen von 1900 durch den Architekten Adolf Ziebland errichtet; Fassaden vereinfacht; mit Ladeneinbau aus der Erbauungszeit; mit historischer Innenausstattung (u. a. figural bemalte Türfelder) | D-1-62-000-7937 | weitere Bilder                                                      |
| Fendstraße 6 (Standort)                          | Mietshaus                                                           | Neurenaissance, reich gegliedert und stuckiert, 1896. Rückgebäude, zweigeschossig, wohl 1. Hälfte 19. Jahrhundert, Mansarddach und Zwerchgiebel 1896; an Brandmauer. | D-1-62-000-1672 | weitere Bilder                                                      |
| Frankfurter Ring 206 (Standort)                  | Teile der ehemaligen Luftnachrichtenkaserne, sogenannte Funkkaserne | Nach Entwurf der Luftwaffenbauverwaltung zusammen mit den Architekten Max Dellefant, Albert Heichlinger und Lars Landschreiber, 1936–38; Stabsgebäude, zweigeschossiger Walmdachbau mit Eingangsarkaden, Freitreppe und Natursteingliederung; Toranlage, ehem. Haupttor mit seitlichen Wachhäuschen und Laternen; Wachgebäude, erdgeschossiger Satteldachbau mit offener Vorhalle und traufseitiger Kolonnade; Wachgebäude der Fahrbereitschaft, erdgeschossiger Satteldachbau mit offener Vorhalle, traufseitiger Kolonnade und Garagentoren; Ehrenhain, von Bäumen begrenzte, abgesenkte Rasenfläche mit Treppen, Pylonen (vormals mit Hoheitszeichen) und Fahnenmasten; Offiziersunterkunft, erdgeschossiger Flachsatteldachbau mit Gauben. | D-1-62-000-7808 | Teile der ehemaligen Luftnachrichtenkaserne, sogenannte Funkkaserne |
| Frankfurter Ring 227 (Standort)                  | Bayerisches Leichtmetallwerk                                        | beim Eingang historisierender Verwaltungsbau mit Dachreiter, 1922–24 von Hermann Rimmele | D-1-62-000-1745 | Bayerisches Leichtmetallwerk                                        |
| Franz-Joseph-Straße 1 (Standort)                 | Mietshaus                                                           | neuklassizistischer Walmdachbau, mit Kolossalsäulen, 1915 von den Gebrüdern Ludwig | D-1-62-000-1766 | weitere Bilder                                                      |
| Franz-Joseph-Straße 8 (Standort)                 | Mietshaus                                                           | freistehender, barockisierender Eckbau mit Stuckdekor und Karyatiden am Traufgesims, 1903–05 von Ludwig Grothe | D-1-62-000-1767 | weitere Bilder                                                      |
| Franz-Joseph-Straße 10 (Standort)                | Mietshaus                                                           | stattlicher, neubarocker Eckbau, mit Erkern, Balkonen und Vorgartengitter an der Ostseite, um 1900; Gruppe mit Nr. 12 | D-1-62-000-1768 | weitere Bilder                                                      |
| Franz-Joseph-Straße 11 (Standort)                | Mietshaus                                                           | Jugendstil, mit asymmetrisch geschweiftem Giebel, 1903 von Martin Dülfer; vereinfacht. | D-1-62-000-1769 | Mietshaus                                                           |
| Franz-Joseph-Straße 12 (Standort)                | Mietshaus                                                           | neubarock, mit zwei Erkern, um 1890/1900; Gruppe mit Nr. 10 | D-1-62-000-1770 | weitere Bilder                                                      |
| Franz-Joseph-Straße 13 (Standort)                | Zugehöriges Rückgebäude                                             | 1903 von Martin Dülfer; letzte Wohnung von Hans und Sophie Scholl. | D-1-62-000-1771 | Zugehöriges Rückgebäude                                             |
| Franz-Joseph-Straße 14 (Standort)                | Mietshaus                                                           | neubarock, reich gegliedert und stuckiert, mit Balkongittern, 1896–97 von Heinrich Neumann | D-1-62-000-1772 | weitere Bilder                                                      |
| Franz-Joseph-Straße 15/17 Rückgebäude (Standort) | Mietshaus                                                           | dreigeschossiges Rückgebäude in barockisierenden Jugendstilformen mit Erkern, Balkons und Stuckdekor, um 1900 | D-1-62-000-1774 | weitere Bilder                                                      |
| Franz-Joseph-Straße 18 (Standort)                | Mietshaus                                                           | im Kern neubarock, mit Balkon und Erkern, um 1890/1900, stark vereinfacht; ähnlich Nr. 10, 12 und 14 | D-1-62-000-1775 | weitere Bilder                                                      |
| Franz-Joseph-Straße 19 (Standort)                | Mietshaus                                                           | Jugendstil, reich stuckiert, mit Erker und Balkongittern, 1903 von Franz Nyilas. Rückgebäude zum Leopoldpark gleichzeitig, im barockisierenden Jugendstil mit Stuckdekor. | D-1-62-000-1776 | weitere Bilder                                                      |
| Franz-Joseph-Straße 20 (Standort)                | Mietshaus                                                           | neubarock, stattlicher Eckbau, mit Putzgliederung, um 1890; Wohnhaus Karl Amadeus Hartmanns; Gruppe mit Habsburgerplatz 2 und 4 | D-1-62-000-1777 | weitere Bilder                                                      |
| Franz-Joseph-Straße 21 (Standort)                | Mietshaus                                                           | Jugendstil, reich gegliedert, mit Erker und Balkonen, um 1904 von Max Langheinrich; bildet mit Nr. 23 und Friedrichstraße 18 eine Jugendstil-Baugruppe. | D-1-62-000-1778 | weitere Bilder                                                      |
| Franz-Joseph-Straße 23 (Standort)                | Mietshaus                                                           | Jugendstil, reich gegliederter Eckbau mit Erkern und Balkonen, um 1904 von Max Langheinrich; Gruppe mit Nr. 21 und Friedrichstraße 18. | D-1-62-000-1779 | weitere Bilder                                                      |
| Franzstraße 3 (Standort)                         | Kleines Eckhaus                                                     | historisierend, mit Polygonalerker, Anfang 20. Jahrhundert | D-1-62-000-1797 | weitere Bilder                                                      |
| Freystraße 2 (Standort)                          | Mietshaus                                                           | Eckbau in deutscher Renaissance, reich durch Erker gegliedert, 1900. | D-1-62-000-1874 | Mietshaus                                                           |
| Friedrichstraße 2 (Standort)                     | Mietshaus                                                           | neubarock, mit Lisenen und Balkongittern, Ende 19. Jahrhundert; Hauptfassade zum Teil vereinfacht | D-1-62-000-1905 | weitere Bilder                                                      |
| Friedrichstraße 4 (Standort)                     | Gartenhaus                                                          | Neurenaissance, Ende 19. Jahrhundert; Wohnhaus des Philosophen Theodor Lipps 1894–1908 und des Malers Franz Marc 1907–08. | D-1-62-000-1907 | Gartenhaus                                                          |
| Friedrichstraße 18 (Standort)                    | Mietshaus                                                           | barockisierender Jugendstil, reich gegliederter und stuckierter Eckbau mit Portalplastik, 1903–04 von Max Langheinrich; Längsseite dem Leopoldpark zugewendet; Baugruppe mit Franz-Joseph-Straße 21 und 23 | D-1-62-000-1910 | weitere Bilder                                                      |
| Friedrichstraße 20 (Standort)                    | Mietshaus                                                           | barockisierender Jugendstil, Anfang 20. Jahrhundert, 1904–05 von Georg Persch | D-1-62-000-1911 | weitere Bilder                                                      |
| Friedrichstraße 26 (Standort)                    | Mietshaus                                                           | barockisierender Jugendstil, reich gegliedert und stuckiert, 1904 von Max Langheinrich | D-1-62-000-1913 | weitere Bilder                                                      |
| Friedrichstraße 30 (Standort)                    | Mietshaus                                                           | Eckbau in deutscher Renaissance, 1901 von Hans Hönig; Gruppe mit Hohenzollernstraße 40. | D-1-62-000-1915 | weitere Bilder                                                      |
| Friedrichstraße 36 (Standort)                    | Mietshaus                                                           | neubarocker Eckbau, um 1890/1900, Gegenstück zu Nr. 33 (in Schwabing-West) | D-1-62-000-1919 | Mietshaus                                                           |
| Fröttmaninger Straße 21 (Standort)               | Grundschule                                                         | reduziert historisierend, mit hohem Walmdach und Dachreiter, 1926–27 von Hans Grässel | D-1-62-000-1943 | weitere Bilder                                                      |
| Fuchsstraße 2 (Standort)                         | Mansarddachvilla                                                    | neuklassizistisch, 1924 von Ludwig Grothe | D-1-62-000-1953 | weitere Bilder                                                      |

### G
| Lage                                                | Objekt                                                             | Beschreibung | Akten-Nr.       | Bild                                      |
| --------------------------------------------------- | ------------------------------------------------------------------ | --- | --------------- | ----------------------------------------- |
| Garchinger Straße 37 (Standort)                     | Israelitischer Friedhof                                            | 1906–08 von Hans Grässel; begrenzt von barockisierender Mauer; im Südosten neubarockes Portal; nahebei Walmdachhaus; an der Südseite das Friedhofsgebäude, ein historisierender Gruppenbau. Gärtnerische Gestaltung; zahlreiche Grabsteine und Denkmäler.                                                        | D-1-62-000-2044 | weitere Bilder                            |
| Gedonstraße 2 (Standort)                            | Mietshaus                                                          | reicher Neubarockbau, 1898 von Lukas Drachinger | D-1-62-000-2067 | weitere Bilder                            |
| Gedonstraße 4/6 (Standort)                          | Mietshausblock                                                     | Jugendstil, mit zwei Erkern und reicher Stuck- und Putzdekoration, 1904 von Martin Dülfer; stilistisch Ohmstraße 13, 15 und 17 ähnlich. | D-1-62-000-2068 | weitere Bilder                            |
| Genter Straße 13/13a/13b/13c/13d/13e/13f (Standort) | Wohnanlage Genter Straße                                           | sechsteiliger Flachdachbau aus vorgefertigten Bauteilen mit verspringenden Ebenen und variabler Inneneinteilung, vor- und rückspringenden, großflächig durchfensterten Fassadenelementen, von Otto Steidle in Zusammenarbeit mit Doris und Ralph Thut, 1971–72; von dichter Bepflanzung umgeben, teils bewachsen | D-1-62-000-8564 | Wohnanlage Genter Straße                  |
| Georgenstraße 4 (Standort)                          | Freistehender Bau                                                  | in Art einer italienischen Renaissancevilla, 1892–93 von August Thiersch | D-1-62-000-2086 | weitere Bilder                            |
| Georgenstraße 8 (Standort)                          | Pacelli-Palais                                                     | malerische, reich gegliederte Neubarockvilla, mit Kuppeln, 1880–81 von Josef Hölzle, 1900–01 von demselben umgebaut; in der Loggia Mosaiken, Plastiken von H. Schneider | D-1-62-000-2088 | weitere Bilder                            |
| Georgenstraße 10 (Standort)                         | Ehemaliges Palais Bissing                                          | im Kern neubarock, 1902–03 von R. Fiechter umgebaut; bildet mit Nr. 8 einen Block | D-1-62-000-2090 | weitere Bilder                            |
| Georgenstraße 22 (Standort)                         | Mietshaus                                                          | Neurenaissance, mit Erker, Ende 19. Jahrhundert Rückgebäude neuklassizistisch, um 1900. | D-1-62-000-2095 | weitere Bilder                            |
| Georgenstraße 24 (Standort)                         | Neurenaissance-Eckhaus                                             | Ende 19. Jahrhundert | D-1-62-000-2096 | weitere Bilder                            |
| Giselastraße 4 (Standort)                           | Villa                                                              | Neurenaissance, reich gegliedert, um 1890. | D-1-62-000-2180 | Villa                                     |
| Giselastraße 5/7 (Standort)                         | Doppelhausblock                                                    | reiche deutsche Renaissance, um 1890; Nr. 7 1891–97 Wohnhaus Lovis Corinths (Gedenktafel) | D-1-62-000-2181 | weitere Bilder                            |
| Giselastraße 11 (Standort)                          | Mietshaus                                                          | schlicht neubarock, mit Eckerker, um 1900 | D-1-62-000-2182 | weitere Bilder                            |
| Giselastraße 12 (Standort)                          | Mietshaus                                                          | Neurenaissance, reich gegliedert, Ende 19. Jahrhundert | D-1-62-000-2183 | weitere Bilder                            |
| Giselastraße 13 (Standort)                          | Mietshaus                                                          | Neurenaissance, Ende 19. Jahrhundert; bildet eine symmetrische Gruppe mit Nr. 15 und 17. | D-1-62-000-2184 | Mietshaus                                 |
| Giselastraße 14 (Standort)                          | Mietshaus                                                          | neubarock, um 1890/1900, zum Teil vereinfacht | D-1-62-000-2185 | Mietshaus                                 |
| Giselastraße 15 (Standort)                          | Mietshaus                                                          | Neurenaissance, Ende 19. Jahrhundert; erhöhter Mittelrisalit der Gruppe 13, 15 und 17. Thomas Mann vollendete hier 1898–1901 den Roman Buddenbrooks (Gedenktafel). | D-1-62-000-2186 | Mietshaus                                 |
| Giselastraße 17 (Standort)                          | Mietshaus                                                          | Neurenaissance, 1887 von Xaver Aumiller, vereinfacht; Gruppe mit dem Pendant 13 und 15. | D-1-62-000-2187 | Mietshaus                                 |
| Giselastraße 24 (Standort)                          | Villenartiges Corpshaus                                            | abgewandelte deutsche Renaissance, Anfang 20. Jahrhundert | D-1-62-000-2188 | weitere Bilder                            |
| Giselastraße 26 (Standort)                          | Mietshaus                                                          | Neurenaissance, reich gegliedert, mit Erker, um 1894. | D-1-62-000-2189 | weitere Bilder                            |
| Giselastraße 27 (Standort)                          | Mietshaus                                                          | Neurenaissance, um 1892. | D-1-62-000-2190 | weitere Bilder                            |
| Giselastraße 28 (Standort)                          | Mietshaus                                                          | Neurenaissance, reich gegliederter Eckbau mit Erkern, Ende 19. Jahrhundert | D-1-62-000-2191 | weitere Bilder                            |
| Giselastraße 29 (Standort)                          | Mietshaus                                                          | Neurenaissance, um 1892. | D-1-62-000-2192 | weitere Bilder                            |
| Gundelindenstraße 3 (Standort)                      | Mietshaus                                                          | Neurenaissance, um 1900. | D-1-62-000-2327 | weitere Bilder                            |
| Gundelindenstraße 5 (Standort)                      | Mietshaus                                                          | in Ecklage, Jugendstil, Anfang 20. Jahrhundert | D-1-62-000-2328 | Mietshaus                                 |
| Gunezrainerstraße (Standort)                        | Löwenfigur                                                         | siehe Mandlstraße 23 | D-1-62-000-2334 | Löwenfigur                                |
| Gunezrainerstraße 6 (Standort)                      | Schmales, zweigeschossiges Satteldachhaus                          | ländlichen Typs, bezeichnet 1860 | D-1-62-000-2330 | Schmales, zweigeschossiges Satteldachhaus |
| Gunezrainerstraße 7 (Standort)                      | Ehemaliges Kötterl-Anwesen                                         | freistehendes, zweigeschossiges Satteldachhaus, 1789 | D-1-62-000-2331 | Ehemaliges Kötterl-Anwesen                |
| Gunezrainerstraße 8 (Standort)                      | Malerisches Kleinhaus                                              | wohl nach Mitte 19. Jahrhundert; an die hohe Brandmauer von Feilitzschstraße 32 anstoßend | D-1-62-000-2332 | Malerisches Kleinhaus                     |
| Gunezrainerstraße 9/10 (Standort)                   | Viereckhof                                                         | ehemaliges Altschwabinger Bauern-Anwesen, Einfirsthof mit Schopfwalmdach, von 1787; zugehörig Feilitzschstraße 26. | D-1-62-000-2333 | weitere Bilder                            |
| Gyßlingstraße 12 (Standort)                         | Tivoli-Kraftwerk                                                   | Ehemaliges Wasser- und Dampfkraftwerk der Maffei-Eisenwerke, 1896 errichtet, um 1900 ausgebaut. Blankziegelbau, die zweigiebelige Turbinenhalle den Eisbach überbrückend, anliegend die Kesselhalle; die ursprüngliche Maschineneinrichtung teilweise erhalten.                                                  | D-1-62-000-2340 | weitere Bilder                            |
| Gyßlingstraße 15 (Standort)                         | Gaststätte Hirschau                                                | im Englischen Garten, kubischer, klassizistischer Walmdachbau, 1874 | D-1-62-000-2341 | Gaststätte Hirschau                       |
| Gyßlingstraße 72 (Standort)                         | Ehemaliges Umspannwerk Hirschau der Städtischen Elektrizitätswerke | mehrteiliger kubischer Baukomplex in Sichtziegelmauerwerk mit Flachdächern im Stil der Neuen Sachlichkeit mit 25-Kilovolt-Haus, Werkstatt und Steuerhaus, nach Plänen des Städtischen Hochbauamtes (Stadtbaurat Fritz Beblo) errichtet, 1930/31; Freiluft-Schaltanlage; mit technischer Ausstattung              | D-1-62-000-8061 | weitere Bilder                            |

### H
| Lage                             | Objekt                                                                                      | Beschreibung | Akten-Nr.        | Bild                                           |
| -------------------------------- | ------------------------------------------------------------------------------------------- | --- | ---------------- | ---------------------------------------------- |
| Habsburgerplatz (Standort)       | Brunnen mit Figurengruppe                                                                   | (Kind mit Hund), 1929 von Anton Hiller. | D-1-62-000-2344  | weitere Bilder                                 |
| Habsburgerplatz 2 (Standort)     | Mietshaus                                                                                   | neubarock, mit zwei Erkern und vereinfachter Putzgliederung, um 1900 | D-1-62-000-2342  | Mietshaus                                      |
| Habsburgerplatz 4 (Standort)     | Mietshaus                                                                                   | neubarock, mit zwei Erkern und vereinfachter Putzgliederung, 1898 von Philipp Avril erbaut | D-1-62-000-2343  | Mietshaus                                      |
| Haimhauserstraße 1 (Standort)    | Mietshaus                                                                                   | Jugendstil, mit Erker, reich gegliedert, Anfang 20. Jahrhundert | D-1-62-000-2374  | Mietshaus                                      |
| Haimhauserstraße 2 (Standort)    | Mietshaus                                                                                   | Jugendstil, mit zwei Erkern, reich gegliedert und dekoriert, bezeichnet 1911 | D-1-62-000-2375  | Mietshaus                                      |
| Haimhauserstraße 4 (Standort)    | Mietshaus                                                                                   | Jugendstil, mit Erker und Mittelgiebel, reich gegliedert, 1912 von Franz Deininger. | D-1-62-000-2376  | Mietshaus                                      |
| Haimhauserstraße 6 (Standort)    | Mietshaus                                                                                   | Jugendstil-Eckbau, mit Erkern, Anfang 20. Jahrhundert | D-1-62-000-2377  | Mietshaus                                      |
| Haimhauserstraße 7 (Standort)    | Mietshaus                                                                                   | neubarocker Eckbau, mit reicher Gliederung, erbaut 1897 | D-1-62-000-2378  | Mietshaus                                      |
| Haimhauserstraße 8 (Standort)    | Mietshaus                                                                                   | neubarock, mit Erker und reicher Gliederung, um 1900 | D-1-62-000-2379  | Mietshaus                                      |
| Haimhauserstraße 9 (Standort)    | Mietshaus                                                                                   | deutsche Renaissance, mit zwei Flacherkern und Stuckdekor, um 1900 | D-1-62-000-2380  | Mietshaus                                      |
| Haimhauserstraße 10 (Standort)   | Mietshaus                                                                                   | später Jugendstil, mit Erker, um 1910 | D-1-62-000-2381  | Mietshaus                                      |
| Haimhauserstraße 11 (Standort)   | Mietshaus                                                                                   | neubarock, mit Erker und Putzgliederung, um 1900 | D-1-62-000-2382  | Mietshaus                                      |
| Haimhauserstraße 12 (Standort)   | Mietshaus                                                                                   | schlichte Neurenaissance; Fortsetzung von Occamstraße 12 | D-1-62-000-2383  | Mietshaus                                      |
| Haimhauserstraße 13 (Standort)   | Ehem. Schule                                                                                | jetzt Wohlfahrtsamt, freistehend mit Stichbogenfenstern, 1843 | D-1-62-000-2384  | Ehem. Schule                                   |
| Haimhauserstraße 17 (Standort)   | Ehemalige Schule                                                                            | jetzt städtischer Kindergarten, Neurenaissance, um 1873–75 | D-1-62-000-2385  | Ehemalige Schule                               |
| Haimhauserstraße 18 (Standort)   | Mietshaus                                                                                   | Neurenaissance-Eckbau, um 1880. | D-1-62-000-2386  | weitere Bilder                                 |
| Haimhauserstraße 21 (Standort)   | Ehemaliges Pfarrhaus                                                                        | zweigeschossiges Walmdachhaus mit Stichbogenfenstern, 1857–59 vom Matthias Werberger | D-1-62-000-2388  | Ehemaliges Pfarrhaus                           |
| Haimhauserstraße 23 (Standort)   | Helen-Keller-Realschule                                                                     | Jugendstilbau mit reichem Kratzputzdekor und reich skulptiertem Portal, 1897–98 von Theodor Fischer, jetzt Grundschule an der Haimhauserstraße. | D-1-62-000-2389  | weitere Bilder                                 |
| Heckscherstraße 15 (Standort)    | Teil eines Reihenhauses aus vier Wohneinheiten                                              | Zweigeschossiger Satteldachbau mit monumentaler rundbogiger Eingangsnische, von Peter A. Danzer, 1923; vereinheitlichend gestaltet mit Heckscherstraße 17, 19 und 21. | D-1-62-000-11047 | Teil eines Reihenhauses aus vier Wohneinheiten |
| Helmtrudenstraße 1 (Standort)    | Mietshaus                                                                                   | Eckbau in deutscher Renaissance, um 1900; Gruppe mit Ungererstraße 80. | D-1-62-000-2495  | weitere Bilder                                 |
| Helmtrudenstraße 2 (Standort)    | Mietshaus                                                                                   | barockisierender Jugendstil, Eckbau mit Stuckdekor, um 1900 | D-1-62-000-2496  | Mietshaus                                      |
| Helmtrudenstraße 5 (Standort)    | Mietshaus                                                                                   | barockisierender Jugendstil, 1907 von Berthold Neubauer | D-1-62-000-2497  | Mietshaus                                      |
| Helmtrudenstraße 9 (Standort)    | Mietshaus                                                                                   | barockisierender Jugendstil, mit Erker, Anfang 20. Jahrhundert | D-1-62-000-2498  | Mietshaus                                      |
| Helmtrudenstraße 11 (Standort)   | Mietshaus                                                                                   | später Jugendstil-Eckbau, 1908 von Georg Guinin; modern aufgestockt | D-1-62-000-2499  | Mietshaus                                      |
| Herzogstraße 1 (Standort)        | Mietshaus                                                                                   | Eckbau in deutscher Renaissance, mit Eckturm und skulptiertem Nordportal, um 1900; stark erneuert; Einheit mit Nr. 1a. | D-1-62-000-2560  | Mietshaus                                      |
| Herzogstraße 1a (Standort)       | Mietshaus                                                                                   | Neurenaissanceportal mit Madonnenrelief, um 1900; Einheit mit Nr. 1. | D-1-62-000-2561  | Mietshaus                                      |
| Herzogstraße 1b (Standort)       | Mietshaus                                                                                   | Neurenaissance, mit Stuckdekor, Ende 19. Jahrhundert | D-1-62-000-2562  | Mietshaus                                      |
| Herzogstraße 4 (Standort)        | Mietshaus                                                                                   | Jugendstil, mit Erker, 1907 von Paul Puschner. | D-1-62-000-2563  | Mietshaus                                      |
| Herzogstraße 5 (Standort)        | Mietshaus                                                                                   | Neurenaissance, mit Stuckfries an der Traufe, um 1890. | D-1-62-000-2564  | Mietshaus                                      |
| Herzogstraße 6 (Standort)        | Mietshaus                                                                                   | neubarock, mit Mittelerker und reicher Putzgliederung, 1904 von Josef Knerr | D-1-62-000-2565  | Mietshaus                                      |
| Herzogstraße 7 (Standort)        | Mietshaus                                                                                   | neubarock, mit Erker, um 1900 | D-1-62-000-2566  | Mietshaus                                      |
| Herzogstraße 8 (Standort)        | Mietshaus                                                                                   | Jugendstil, mit Erkerrisalit und Stuckdekor, Anfang 20. Jahrhundert | D-1-62-000-2567  | Mietshaus                                      |
| Herzogstraße 9 (Standort)        | Mietshaus                                                                                   | Neurenaissance, um 1890. | D-1-62-000-2568  | Mietshaus                                      |
| Herzogstraße 12 (Standort)       | Mietshaus                                                                                   | neubarock, mit Erker und reichem Stuckdekor, 1895 von Jakob Baudrexel | D-1-62-000-2569  | weitere Bilder                                 |
| Herzogstraße 16 (Standort)       | Mietshaus                                                                                   | barockisierender Mansarddachbau, mit Putzdekor, 1921–22 von Franz Deininger; Block mit Nr. 18 | D-1-62-000-2570  | weitere Bilder                                 |
| Herzogstraße 18 (Standort)       | Mietshaus                                                                                   | barockisierender Mansarddachbau, mit Putzdekor, 1921–22 von Franz Deininger; Block mit Nr. 16 | D-1-62-000-2570  | weitere Bilder                                 |
| Herzogstraße 19 (Standort)       | Villa                                                                                       | abgewandelte deutsche Renaissance, 1908 von Karl Stöhr; östlich kugelbesetzte Gartenmauer mit Eckpavillon | D-1-62-000-2572  | weitere Bilder                                 |
| Herzogstraße 25 (Standort)       | Mietshaus                                                                                   | neubarock, reich gegliedert und stuckiert, um 1900 | D-1-62-000-2573  | weitere Bilder                                 |
| Herzogstraße 31 (Standort)       | Mietshaus                                                                                   | 1900 von Georg Hagn, in Formen des reduzierten Historismus, Dekorationen an den Obergeschossen der Fassade und Zwerchhaus rekonstruiert. | D-1-62-000-2574  | Mietshaus                                      |
| Herzogstraße 32 (Standort)       | Mietshaus                                                                                   | Neurenaissance, Eckbau mit Bodenerker im Osten, um 1890/1900. | D-1-62-000-2575  | Mietshaus                                      |
| Herzogstraße 33 (Standort)       | Mietshaus                                                                                   | deutsche Renaissance, mit Stuckdekor, um 1900 | D-1-62-000-2576  | Mietshaus                                      |
| Herzogstraße 34 (Standort)       | Mietshaus                                                                                   | Neurenaissance, mit Seitenrisalit, um 1890/1900. | D-1-62-000-2577  | Mietshaus                                      |
| Herzogstraße 40 (Standort)       | Mietshaus                                                                                   | Neurenaissance, mit Mittelrisalit, 1896 von Jakob Baudrexel. | D-1-62-000-2578  | Mietshaus                                      |
| Hesseloherstraße 2 (Standort)    | Mietshaus                                                                                   | deutsche Renaissance, mit Stuck am Flacherker, bezeichnet 1903 | D-1-62-000-2613  | weitere Bilder                                 |
| Hesseloherstraße 3 (Standort)    | Vorstadthaus                                                                                | klassizistisch, mit Gesimsen, Mitte 19. Jahrhundert | D-1-62-000-2614  | Vorstadthaus                                   |
| Hesseloherstraße 5 (Standort)    | Mietshaus                                                                                   | Jugendstil, mit Putzgliederung, um 1900. | D-1-62-000-2615  | Mietshaus                                      |
| Hesseloherstraße 7 (Standort)    | Mietshaus                                                                                   | Neurenaissance, reich gegliedert und stuckiert, 1890 von Alois Ansprenger. | D-1-62-000-2616  | Mietshaus                                      |
| Hesseloherstraße 20 (Standort)   | Dreigeschossiges Eckhaus                                                                    | spätklassizistisch, mit reicher Gliederung, um 1860 | D-1-62-000-2617  | Dreigeschossiges Eckhaus                       |
| Hirschauer Straße 6 (Standort)   | Klinik Dr. Geisenhofer                                                                      | Altbau, herrenhausartige, neuklassizistische Villa, erbaut 1923 für Fürst v. Hohenzollern-Sigmaringen; an der Südseite Garten, begrenzt durch Mauer mit Pfeilertor und Pavillon. | D-1-62-000-2664  | weitere Bilder                                 |
| Hirschauer Straße 8 (Standort)   | Villa                                                                                       | neuklassizistisch, 1924 von Paul Bücklers | D-1-62-000-2665  | Villa                                          |
| Hohenzollernstraße 2 (Standort)  | Mietshaus                                                                                   | Eckbau mit Lisenengliederung, um 1860. | D-1-62-000-2759  | Mietshaus                                      |
| Hohenzollernstraße 10 (Standort) | Fassade eines ehemaligen Mietshauses                                                        | im barockisierenden Jugendstil mit Doppelerkern, reich gegliedert und stuckiert, 1901–02 von Martin Stadler; Baukörper Neubau von 1983 | D-1-62-000-2760  | weitere Bilder                                 |
| Hohenzollernstraße 11 (Standort) | Mietshaus                                                                                   | Neurenaissance, mit Erkern und Eckturm, Ende 19. Jahrhundert | D-1-62-000-2761  | weitere Bilder                                 |
| Hohenzollernstraße 18 (Standort) | Mietshaus                                                                                   | Neurenaissance, Ende 19. Jahrhundert | D-1-62-000-2762  | Mietshaus                                      |
| Hohenzollernstraße 25 (Standort) | Mietshaus                                                                                   | barockisierender Jugendstil, reich gegliedert und dekoriert, 1905–06 von Franz Popp | D-1-62-000-2763  | Mietshaus                                      |
| Hohenzollernstraße 36 (Standort) | Mietshaus                                                                                   | Neurenaissance, mit Zwerchgiebel, Ende 19. Jahrhundert | D-1-62-000-2768  | Mietshaus                                      |
| Hohenzollernstraße 38 (Standort) | Mietshaus                                                                                   | Neurenaissance, mit Erker, 1895 von Philipp Sturm. | D-1-62-000-2769  | weitere Bilder                                 |
| Hohenzollernstraße 40 (Standort) | Mietshaus                                                                                   | deutsche Renaissance, mit Erker, um 1900; Gruppe mit Friedrichstraße 30 | D-1-62-000-2770  | Mietshaus                                      |
| Hörwarthstraße 1 (Standort)      | Katholische Pfarrkirche und Kirche des Konvents der Augustiner-Eremiten Maria vom Guten Rat | Hoher, schlichter Sichtziegelbau mit Satteldach, durch Freiraum von der Straße abgerückt und mit am Gehsteig errichtetem Glockenständer; Nordfassade mit Betonrosette und Außenkanzel; betont nüchterner Sakralbau, der alle konstruktiven Elemente sichtbar zeigt; im Inneren weite Längshalle; die durch Stahlbeton-Stützen ausgesteiften Längswände, mit verschlämmten Ziegeln ausgefacht, tragen die Hängekonstruktion des offenen Holzdachstuhls; 1956/57 von Josef Wiedemann; mit Ausstattung. | D-1-62-000-7914  | weitere Bilder                                 |

### I
| Lage                     | Objekt                                                                       | Beschreibung | Akten-Nr.        | Bild |
| ------------------------ | ---------------------------------------------------------------------------- | --- | ---------------- | ---- |
| Isarring 9/11 (Standort) | Teile der ehemalige Hesselberger Leder- und Treibriemenfabrik am Biederstein | Werkshalle, zweigeschossiger Backsteinbau mit Flachsatteldach, abgetrepptem Vorschussgiebel und traufseitigem Zwerchhaus mit Stufengiebel, von Alois Ansprenger, 1889/90; Verwaltungsgebäude, zweigeschossiger verputzter Walmdachbau in klassizierenden Heimatstilformen mit konvex ausschwingender Eingangsportikus, von F. Lebrecht und H. Goebel, 1917 | D-1-62-000-11154 | BW   |

### J
| Lage                                 | Objekt                              | Beschreibung | Akten-Nr.       | Bild                                |
| ------------------------------------ | ----------------------------------- | --- | --------------- | ----------------------------------- |
| Johann-Fichte-Straße 7/11 (Standort) | Restaurant Tantris und Wohnhochhaus | Eingeschossiger, gestaffelter Bau aus schalungsrauem Beton und mit Pultdächern, teils mit Kupfer verkleidet, von Justus Dahinden, 1971; mit Ausstattung; Fabeltierwesen, von Bruno Weber, gleichzeitig. Zusätzlich seit 2019: Wohnhochhaus, 15-geschossiger Stahlbetonbau mit vorgehängter Stahlbetonfertigteil-Fassade, von Hans-Busso von Busse und Georg Eichbauer, 1970/71; Gartenanlage mit Spielplatz, gleichzeitig. | D-1-62-000-8647 | Restaurant Tantris und Wohnhochhaus |

### K
| Lage                                                        | Objekt                                                                      | Beschreibung | Akten-Nr.                | Bild                            |
| ----------------------------------------------------------- | --------------------------------------------------------------------------- | --- | ------------------------ | ------------------------------- |
| Kaiserplatz (Standort)                                      | Kriegerdenkmal                                                              | Sandsteinlöwe auf Pfeiler, wohl 1897, von Wilhelm Nida-Rümelin; vor dem östlichen Querschiff der Kirche. | D-1-62-000-3162          | Kriegerdenkmal                  |
| Kaiserplatz 1 (Standort)                                    | Katholisches Pfarrhaus von St. Ursula                                       | italienisierender Backsteinbau, 1897 von August Thiersch | D-1-62-000-3160          | weitere Bilder                  |
| Kaiserplatz 1a; Kaiserplatz 13 (Standort)                   | Katholische Pfarrkirche St. Ursula                                          | dreischiffige backsteinsichtige Basilika in Formen der italienischen Renaissance mit Vierungskuppel und Portikus, von August Thiersch, 1894–97; mit Ausstattung; Campanile, freistehender backsteinsichtiger Spitzdachturm, gleichzeitig | D-1-62-000-3161          | weitere Bilder                  |
| Kaiserplatz 2 (Standort)                                    | Mietshaus                                                                   | barockisierend, mit Eckturmerker, 1896 von R. Barbist; bildet mit Nr. 3 (als Pendant) und 4 sowie Kaiserstraße 34 die östliche Begrenzung des Platzes; vergleiche Nr. 3 | D-1-62-000-3163          | Mietshaus                       |
| Kaiserplatz 3 (Standort)                                    | Mietshaus                                                                   | barockisierend, mit Eckturmerker, um 1896; die Ecktürme von Nr. 2 und 3 auf das östliche Querschiff der Kirche (vergleiche 1a) bezogen; bildet mit Nr. 2 (als Pendant) und 4 sowie Kaiserstraße 34 die östliche Begrenzung des Platzes | D-1-62-000-3164          | Mietshaus                       |
| Kaiserplatz 4 (Standort)                                    | Mietshaus                                                                   | barockisierend, mit Erker, um 1896; bildet mit Nr. 2 und 3 sowie Kaiserstraße 34 die östliche Begrenzung des Platzes | D-1-62-000-3165          | Mietshaus                       |
| Kaiserplatz 5/6/7/8/9 (Standort)                            | Symmetrische Häuserreihe                                                    | neubarock, mit reicher Gliederung und Stuckdekor, 1900–01 von Anton Wörz; Nr. 5 und 9: erhöhte Eckbauten mit seitlichen Vorgartenzäunen, im Garten von Nr. 9 drei Steinfiguren; Nr. 6 und 8: Zwischenbauten mit Erkern, Nr. 6 ist Fassadenpreisträger 2004; Nr. 7: betonter Mittelbau mit Giebel; den Platz nördlich begrenzend | D-1-62-000-3166          | weitere Bilder                  |
| Kaiserstraße 2 (Standort)                                   | Mietshaus                                                                   | neubarock, reich stuckiert, 1896 von Alois Barbist | D-1-62-000-3171          | weitere Bilder                  |
| Kaiserstraße 3 (Standort)                                   | Villa                                                                       | Neurenaissance, um 1870/80. | D-1-62-000-3172          | Villa                           |
| Kaiserstraße 5 (Standort)                                   | Villa                                                                       | klassizistischer Jugendstil, Anfang 20. Jahrhundert | D-1-62-000-3173          | weitere Bilder                  |
| Kaiserstraße 4/6/8/10/12 (Standort)                         | Symmetrische, zusammenhängende Villenreihe                                  | nordische Renaissance, reich gegliedert, Rohbackstein mit Putzgliederungen, Balkonen, Giebel- und Turmrisaliten, nach Gesamtplan von 1884 von Josef Vasek | D-1-62-000-3174          | weitere Bilder                  |
| Kaiserstraße 14 (Standort)                                  | Technischer Überwachungs-Verein Bayern                                      | malerischer, sehr reich mit Hausteinteilen und -plastik gegliederter Bau in Mischung von deutscher Renaissance und Jugendstil, 1902–03 von Eugen Drollinger | D-1-62-000-3177          | weitere Bilder                  |
| Kaiserstraße 15 (Standort)                                  | Villa Otto Braun                                                            | Neurenaissance, zweigeschossig mit großem Eisenbalkon, um 1870/80; Tafel: Villa Otto Braun. Bis 1995 Eigentum der Deutschen Schillerstiftung. | D-1-62-000-3178 Wikidata | Villa Otto Braun                |
| Kaiserstraße 16/18/20/22 (Standort)                         | Zusammenhängende Villenreihe                                                | Neurenaissance, Rohbackstein mit Putzgliederungen, 1887–88 von Josef Vasek; Nr. 16 mit erhöhtem Eckrisalit, Nr. 18 und 20 mit Bodenerker, Nr. 22 mit Eckturm. | D-1-62-000-3179          | weitere Bilder                  |
| Kaiserstraße 17 (Standort)                                  | Villa                                                                       | Neurenaissance, in Rohbackstein mit Putzgliederungen, um 1880. | D-1-62-000-3180          | Villa                           |
| Kaiserstraße 21 (Standort)                                  | Mietshaus                                                                   | Neurenaissance, reich gegliedert und stuckiert, 1898–99 von Michael Heitzer. | D-1-62-000-3182          | weitere Bilder                  |
| Kaiserstraße 23 (Standort)                                  | Mietshaus                                                                   | Neurenaissance, mit Erker, um 1890; vereinfacht. | D-1-62-000-3184          | weitere Bilder                  |
| Kaiserstraße 24 (Standort)                                  | Mietshaus                                                                   | Neurenaissance, Ende 19. Jahrhundert | D-1-62-000-3185          | Mietshaus                       |
| Kaiserstraße 25 (Standort)                                  | Mietshaus                                                                   | barockisierend, mit Erker und Zwerchgiebel, 1899 von Georg Müller | D-1-62-000-3186          | weitere Bilder                  |
| Kaiserstraße 27 (Standort)                                  | Mietshaus                                                                   | Neurenaissance, mit Stuckdekor, um 1890. | D-1-62-000-3187          | Mietshaus                       |
| Kaiserstraße 31 (Standort)                                  | Mietshaus                                                                   | Neurenaissance, reich gegliedert, Ende 19. Jahrhundert; östlich anschließend zwei Torpfeiler mit Löwen. | D-1-62-000-3188          | weitere Bilder                  |
| Kaiserstraße 33 (Standort)                                  | Mietshaus                                                                   | Neurenaissance, dreigeschossig, um 1900. | D-1-62-000-3189          | Mietshaus                       |
| Kaiserstraße 34 (Standort)                                  | Mietshaus                                                                   | Neurenaissance, reich gegliederter Eckbau, mit Eckturm und malerischer Dachzone, um 1900; bildet mit Kaiserplatz 2, 3 und 4 die östliche Begrenzung des Platzes. | D-1-62-000-3190          | weitere Bilder                  |
| Kaiserstraße 35 (Standort)                                  | Mietshaus                                                                   | Neurenaissance, mit erhöhtem Eckrisalit; Gegenstück zu Nr. 37 (in Schwabing-West). | D-1-62-000-3191          | weitere Bilder                  |
| Karl-Theodor-Straße 9 (Standort)                            | Maximiliansgymnasium                                                        | historisierender Gruppenbau mit plastischem Schmuck, 1911–12 von Karl Hoepfel; bildet ein großes Geviert mit dem Oskar-von-Miller-Gymnasium (siehe Siegfriedstraße 22); im Hof Jugendstilbrunnen; den Hof schließt nördlich eine Arkadenmauer mit Tor, darauf Figur der römischen Wölfin | D-1-62-000-3260          | weitere Bilder                  |
| Karl-Theodor-Straße 16 (Standort)                           | Villa                                                                       | frühes 20. Jahrhundert, mit barocker Hausfigur | D-1-62-000-3261          | weitere Bilder                  |
| Karl-Theodor-Straße 19 (Standort)                           | Mansarddachvilla                                                            | neuklassizistisch, 1907 von German Bestelmeyer; Gruppe mit Siegfriedstraße 27 | D-1-62-000-3262          | weitere Bilder                  |
| Karl-Theodor-Straße 23 (Standort)                           | Villa                                                                       | neuklassizistisch, mit Stuckdekor im Giebel und Fenstergittern, 1911–12 von German Bestelmeyer; bildet mit Nr. 25 und 27 eine im Großen symmetrische, zusammenhängende Gruppe | D-1-62-000-3263          | weitere Bilder                  |
| Karl-Theodor-Straße 24; Nähe Karl-Theodor-Straße (Standort) | Wohnhaus                                                                    | zweigeschossiger Walmdachbau, für den Bildhauer Hermann Hahn, von German Bestelmeyer, 1924; Denkmal für gefallene Matrosen, Relief, von Hermann Hahn, 1915, am Eingang | D-1-62-000-8444          | Wohnhaus                        |
| Karl-Theodor-Straße 25 (Standort)                           | Villa                                                                       | neuklassizistisch, bezeichnet 1911, von German Bestelmeyer; etwas erhöhter Mittelbau einer Gruppe mit Nr. 23 und 27 | D-1-62-000-3264          | weitere Bilder                  |
| Karl-Theodor-Straße 26 (Standort)                           | Villa                                                                       | deutsche Renaissance, um 1896 von Eduard Neuhoff; Gruppe mit Nr. 28 und 30 | D-1-62-000-3265          | weitere Bilder                  |
| Karl-Theodor-Straße 27 (Standort)                           | Villa                                                                       | neuklassizistisch, 1911–12 von German Bestelmeyer; westlich daneben Gartentor mit zwei Figuren; Gruppe mit Nr. 23 und 25 | D-1-62-000-3266          | Villa                           |
| Karl-Theodor-Straße 28 (Standort)                           | Villa                                                                       | um 1889 von Eugen Vogt und Eduard Neuhoff erbaut, um 1910 von Liebergesell und Lehmann umgebaut und aufgestockt, 1952 erneuert; Gruppe mit Nr. 26 und 30 | D-1-62-000-3267          | Villa                           |
| Karl-Theodor-Straße 30 (Standort)                           | Villa                                                                       | deutsche Renaissance, um 1890 von Eugen Vogt und Eduard Neuhoff; umgebaut 1898 und 1902; Gruppe mit Nr. 26 und 28 | D-1-62-000-3268          | weitere Bilder                  |
| Karl-Theodor-Straße 32 (Standort)                           | Villa                                                                       | neuklassizistisch, um 1910 | D-1-62-000-3269          | weitere Bilder                  |
| Karl-Theodor-Straße 48 (Standort)                           | Ehem. Villa Hermann Obrist                                                  | stattlicher, malerischer Gruppenbau im Burgenstil, mit Rundturm, 1895 von August Exter und Alfred Pinagel | D-1-62-000-3270          | weitere Bilder                  |
| Kaulbachstraße 60 (Standort)                                | Mietshaus                                                                   | Neurenaissance, 1882 | D-1-62-000-3309          | weitere Bilder                  |
| Kaulbachstraße 61a (Standort)                               | Mietshaus                                                                   | historisierend, mit dekoriertem Erker und Laubenhof, 1901–02 von Wilhelm Spannagel | D-1-62-000-3310          | weitere Bilder                  |
| Kaulbachstraße 62 (Standort)                                | Mietshaus                                                                   | Neurenaissance, reich gegliedert, 1878–79 von Johann Grübel. | D-1-62-000-3311          | weitere Bilder                  |
| Kaulbachstraße 64 (Standort)                                | Mietshaus                                                                   | Neurenaissance, 1875 von Jakob Sprenger. | D-1-62-000-3312          | Mietshaus                       |
| Kaulbachstraße 66b (Standort)                               | Rückgebäude                                                                 | dreigeschossiges Atelierhaus, erbaut 1896; u. a. bewohnt und genutzt durch den Dichter Klabund (1904), den Maler Franz Marc (1905–07) und den Regisseur Rainer Werner Fassbinder | D-1-62-000-7940          | Rückgebäude                     |
| Kaulbachstraße 69 (Standort)                                | Mietshaus                                                                   | barockisierender Jugendstil, mit erhöhtem Mittelteil und Stuckdekor, bezeichnet 1901 | D-1-62-000-3313          | weitere Bilder                  |
| Kaulbachstraße 75 (Standort)                                | Mietshaus                                                                   | barockisierend, um 1900; Gruppe mit dem anschließenden Eckhaus Ohmstraße 7 | D-1-62-000-3314          | weitere Bilder                  |
| Kaulbachstraße 87 (Standort)                                | Mietshaus                                                                   | neubarock, mit Eckerkern und reichem Stuckdekor, 1897 | D-1-62-000-3315          | weitere Bilder                  |
| Kaulbachstraße 88 (Standort)                                | Mietshaus                                                                   | schlicht neubarock, in Hof gelegen, um 1900 | D-1-62-000-3316          | Mietshaus                       |
| Kaulbachstraße 89 (Standort)                                | Mietshaus                                                                   | palastartiger Neubarockbau, am Balkongitter bezeichnet 1922 | D-1-62-000-3317          | Mietshaus                       |
| Kaulbachstraße 91 (Standort)                                | Mietshaus                                                                   | deutsche Renaissance, mit Erkern und Stuckdekor, um 1900 | D-1-62-000-3318          | weitere Bilder                  |
| Kaulbachstraße 93 (Standort)                                | Mietshaus                                                                   | deutsche Renaissance, mit Erkern, um 1900 | D-1-62-000-3319          | Mietshaus                       |
| Kaulbachstraße 94 (Standort)                                | Mietshaus                                                                   | Neurenaissance, um 1890/1900 | D-1-62-000-3320          | weitere Bilder                  |
| Kaulbachstraße 96 (Standort)                                | Mietshaus                                                                   | Neurenaissance, reich gegliederter Eckbau, mit Erkern und Balkonen, um 1880/1900. | D-1-62-000-3321          | weitere Bilder                  |
| Kaulbachstraße 102/104/106; Thiemestraße 1/3/5/7 (Standort) | Ehemalige Wohnanlage für US-Diplomaten, jetzt Wittelsbacher Ausgleichsfonds | Großzügig angelegte Gebäudegruppe auf von drei Straßen begrenztem Parkgrundstück in moderner Architekturauffassung mit Rhythmisierung der Fassaden durch Befensterung, Loggien und Flugdächer, bestehend aus drei unterschiedlich hohen Zeilenbauten und einem Wohnhochhaus, von Alexander von Branca, 1954–56; Skulpturen, zwei lagernde Kühe, von Fritz Koenig, 1956. | D-1-62-000-7945          | weitere Bilder                  |
| Keferstraße 12 (Standort)                                   | Gasthaus Osterwald-Garten                                                   | dreigeschossiges, freistehendes Satteldachhaus mit niedrigem, östlichem Anbau, Mitte 19. Jahrhundert | D-1-62-000-3344          | Gasthaus Osterwald-Garten       |
| Kleinhesselohe 1 (Standort)                                 | Wohngebäude                                                                 | klassizistisches Walmdachhaus, 1. Hälfte 19. Jahrhundert; an der Ostseite des Kleinhesseloher Sees im Englischen Garten | D-1-62-000-3464          | Wohngebäude                     |
| Kleinhesselohe 2 (Standort)                                 | Gärtnerhaus                                                                 | klassizistisch, mit herausragendem Mittelbau, 19. Jahrhundert, umgebaut; hinter dem Werneckdenkmal im Englischen Garten | D-1-62-000-3465          | Gärtnerhaus                     |
| Klementinenstraße 8 (Standort)                              | Mehrteilige Gruppe von Wohn- und Wirtschaftsgebäuden                        | in Gestalt eines spätmittelalterlich-frühneuzeitlichen Ansitzes, 1938 von Roderich Fick, mit Garten | D-1-62-000-3467          | weitere Bilder                  |
| Klementinenstraße 13, Kunigundenstraße 60 (Standort)        | Doppelvilla                                                                 | zweigeschossiger neubarocker Satteldachbau mit Lisenen- und Stuckgliederung; mit Gartenhaus; mit Einfriedung; von Peter Birkenholz, um 1920 | D-1-62-000-3663          | weitere Bilder                  |
| Knollerstraße 1 (Standort)                                  | Mietshaus                                                                   | schlicht in deutscher Renaissance, um 1900 | D-1-62-000-3516          | weitere Bilder                  |
| Knollerstraße 3 (Standort)                                  | Mietshaus                                                                   | barockisierend, bezeichnet 1904 | D-1-62-000-3517          | weitere Bilder                  |
| Königinstraße 28 (Standort)                                 | Generaldirektion der Allianz                                                | Repräsentativer, großzügig angelegter mehrflügeliger Bürokomplex, durch Vorgartenzone von der Straße abgerückt und sich nach Osten über eine Gartenanlage zum Englischen Garten hin öffnend, 1953–55 von Josef Wiedemann; fünf unterschiedlich große, verputzte Pavillons, mit verglasten Verbindungsbauten; Hauptbau fünfgeschossig, Sockelwand mit Travertin-Verkleidung, Vordach über Stahlstützen, Obergeschoss z. T. durch Pfeilerstellung aufgelöst; innen Halle mit Umgang, Freitreppe und Galerie; Bürogebäude, südlich an den Hauptbau anschließend, dazu versetzt, das Hollerith-Haus; Kasinobau mit Küchentrakt, nordöstlich; Hausmeisterhaus, nordwestlich; mit Ausstattung. | D-1-62-000-7880          | weitere Bilder                  |
| Königinstraße 34 (Standort)                                 | Universitätsreitschule                                                      | schlichter, neuklassizistischer, herrenhausartiger Flügelbau mit den Vorhof begrenzender Balustrade, 1927 von Eugen Hönig und Carl Söldner | D-1-62-000-3545          | weitere Bilder                  |
| Königinstraße 38 (Standort)                                 | Bürogebäude der Münchener Rückversicherungs-AG                              | Kubischer viergeschossiger Stahlskelettbau mit zurückgesetztem Erdgeschoss und Aluminium-Glas-Vorhangfassade über zweigeschossigem, mit Nagelfluh verkleidetem Tiefgaragensockel, von Hans Maurer, Ernst Denk, G.H. und C. Winkler, 1963–65, 1996/97 saniert; nördlich Terrasse mit Waschbetonbelag und Brunnen, von Georg Brenninger, 1963; Gartenanlage zwischen Terrasse und Schwabinger Bach mit Wasserbassins und Bepflanzung, von Alfred Reich, 1966/67; Metallrelief „Flächenbahn“ im Foyer, von Norbert Kricke, 1966. | D-1-62-000-8484          | weitere Bilder                  |
| Königinstraße 38 (Standort)                                 | Brunnen zum Bürogebäude der Münchener Rück                                  | Terrasse mit Waschbetonbelag und Brunnen, von Georg Brenninger, 1963 | D-1-62-000-8484          | weitere Bilder                  |
| Königinstraße 69 (Standort)                                 | Mietshaus                                                                   | mit barockisierenden Anklängen, 1903 von Otto Lasne, mit Annex im Hof | D-1-62-000-3549          | Mietshaus                       |
| Königinstraße 81 (Standort)                                 | Mietshaus                                                                   | spätklassizistisch, reich dekoriert mit Stuck und Eisenbalkonen, 1882 | D-1-62-000-3550          | Mietshaus                       |
| Königinstraße 85 (Standort)                                 | Mietshaus                                                                   | Jugendstil, reich gegliedert und stuckiert, mit abgerundeter Ecke, 1906 von Martin Dülfer; Gruppe mit Ohmstraße 13, 15 und 17; vergleiche auch Ensemble Ohmstraße. | D-1-62-000-3551          | weitere Bilder                  |
| Königinstraße 99 (Standort)                                 | Mietshaus                                                                   | Neurenaissance, reich gegliedert, mit Erker, Ende 19. Jahrhundert | D-1-62-000-3552          | weitere Bilder                  |
| Königinstraße 107 (Standort)                                | Münchner Rückversicherungs-Gesellschaft                                     | monumentaler, schlossartiger Komplex mit Säulenhof, zwei weiteren Höfen, Vestibülen, Treppenhaus und Repräsentationsräumen, 1912–13 von Oswald E. Bieber und Wilhelm Hollweck; an der Westseite Garten mit umgebender Mauer und zentralem Pavillon | D-1-62-000-3553          | weitere Bilder                  |
| Kunigundenstraße 22b (Standort)                             | Wohnhaus                                                                    | zweigeschossiger Satteldachbau in vom Expressionismus beeinflussten Formen mit Balkon, Blankziegel-Lisenen und Terrakottafigur, von Max Neumann, 1928 | D-1-62-000-3653          | weitere Bilder                  |
| Kunigundenstraße 23 (Standort)                              | Mietshaus                                                                   | dreigeschossiger Mansardwalmdachbau mit Kastenerker, Balkons und jugendstiligem Putzdekor, Anfang 20. Jahrhundert | D-1-62-000-3654          | Mietshaus                       |
| Kunigundenstraße 24 (Standort)                              | Wohnhaus                                                                    | zweigeschossiger Walmdachbau mit Terrassenanbau und über Hofmauer verbundener Garage mit Flachsatteldach und Hoftor, in reduzierten Heimatstilformen, von Oskar Pixis, 1935/36. | D-1-62-000-11065         | Wohnhaus                        |
| Kunigundenstraße 29 (Standort)                              | Mietshaus                                                                   | dreigeschossiger reich gegliederter Mansardwalmdachbau in Jugendstilformen mit durch Doppelerker, Längsbalkon und Zwerchhaus betonter Mittelachse, um 1910; mit Einfriedung, wohl bauzeitlich | D-1-62-000-3655          | weitere Bilder                  |
| Kunigundenstraße 30 (Standort)                              | Mietshaus                                                                   | dreigeschossiger historisierender Mansardwalmdachbau mit Eckerkerturm und Zwerchgiebeln, um 1900 | D-1-62-000-3656          | Mietshaus                       |
| Kunigundenstraße 32 (Standort)                              | Mietshaus                                                                   | deutsche Renaissance, um 1900, Gruppe mit Nr. 30 | D-1-62-000-3657          | Mietshaus                       |
| Kunigundenstraße 44 (Standort)                              | Wohnhaus                                                                    | historisierend, um 1900 | D-1-62-000-3658          | weitere Bilder                  |
| Kunigundenstraße 46 (Standort)                              | Villenartiges Mietshaus                                                     | Jugendstil, um 1910 | D-1-62-000-3659          | Villenartiges Mietshaus         |
| Kunigundenstraße 49/51 (Standort)                           | Doppelmietshaus                                                             | einseitig abgewalmter, viergeschossiger Satteldachbau mit Erkern, von Simon Lichtenecker, 1937; Einfriedung mit Betonpfosten, gleichzeitig | D-1-62-000-11192         | BW                              |
| Kunigundenstraße 56 (Standort)                              | Einfamilienhaus                                                             | 1929/30 von Ernst Hanauer, Klinkerbau mit Walmdach; Gartenanlage gleichzeitig | D-1-62-000-3660          | Einfamilienhaus                 |
| Kunigundenstraße 57 (Standort)                              | Wohnhaus                                                                    | neuklassizistisch, zweigeschossig, um 1910/20 | D-1-62-000-3661          | Wohnhaus                        |
| Kunigundenstraße 59 (Standort)                              | Mietshaus                                                                   | Eckbau im späten Jugendstil, Anfang 20. Jahrhundert | D-1-62-000-3662          | weitere Bilder                  |
| Kunigundenstraße 60, Klementinenstraße 13 (Standort)        | Doppelvilla                                                                 | zweigeschossiger neubarocker Satteldachbau mit Lisenen- und Stuckgliederung; mit Gartenhaus; mit Einfriedung; von Peter Birkenholz, um 1920 | D-1-62-000-3663          | weitere Bilder                  |
| Kunigundenstraße 62 (Standort)                              | Zweigeschossiges Satteldachhaus                                             | barockisierend, 1923 von Peter Birkenholz; Gruppe mit Nr. 64 | D-1-62-000-3664          | weitere Bilder                  |
| Kunigundenstraße 64 (Standort)                              | Zweigeschossiges Satteldachhaus                                             | barockisierend, 1923 von Peter Birkenholz; Gruppe mit Nr. 62 | D-1-62-000-3665          | Zweigeschossiges Satteldachhaus |

### L
| Lage                                                         | Objekt                                                | Beschreibung | Akten-Nr.       | Bild                                     |
| ------------------------------------------------------------ | ----------------------------------------------------- | --- | --------------- | ---------------------------------------- |
| Leopoldstraße 2 (Standort)                                   | Siegestor                                             | Triumphbogen mit drei tonnengewölbten, kassettierten Rundbögen, Reliefs und Skulpturen, nördlicher Abschluss der Ludwigstraße, nach Plänen von Friedrich von Gärtner, 1843–1847, Vollendung durch Eduard Metzger, 1850, Aufsatz der Quadriga, nach Entwurfsskizzen von Martin von Wagner durch Ferdinand von Miller gegossen, 1852, nach Kriegsschäden Oberteil der Südseite in bewusst vereinfachter Form von Otto Roth und Josef Wiedemann wiederhergestellt, 1956–58, die Quadriga nach ihrer ergänzenden Restaurierung 1972 zurück verbracht. | D-1-62-000-4120 | weitere Bilder                           |
| Leopoldstraße 4 (Standort)                                   | Ehemaliges herrschaftliches Wohnhaus                  | jetzt Kanzlei für Patentanwälte, palastartiger Bau im klassizistischen Jugendstil, mit Stuckdekor und mächtigem Portikus, 1896–97 von Martin Dülfer; Mittelteil einer durch niedrige Zwischenbauten verbundenen Häusergruppe, siehe Nr. 6 und Schackstraße 1 | D-1-62-000-3846 | weitere Bilder                           |
| Leopoldstraße 6 (Standort)                                   | Ehemaliges herrschaftliches Wohnhaus                  | jetzt Allianz SE, 1896–97 von Martin Dülfer in klassizistischem Jugendstil errichtet; nach vereinfachendem Wiederaufbau (1950/51) Fassaden- und Dachrekonstruktion (Sanierung von 1998); siehe Nr. 4 | D-1-62-000-3847 | weitere Bilder                           |
| Leopoldstraße 8/10 (Standort)                                | Schweizerische Lebensversicherungs- und Rentenanstalt | neuklassizistisch, um 1909–11 von Friedrich Thiersch; Nr. 8 bildet mit Nr. 10 einen hakenförmigen Komplex; Nr. 10 mit Kolossalpilastern und mit plastischem Dekor an den Zaunpfeilern, Fassadenpreisträger 2005 | D-1-62-000-3848 | weitere Bilder                           |
| Leopoldstraße 9 (Standort)                                   | Wohn- und Geschäftshaus                               | sechsgeschossiger natursteinverkleiderter kubischer Bau mit umlaufendem Balkon am eingerückten obersten Geschoss und weit vorkragendem flachen Walmdach, von Franz Ried, 1955 | D-1-62-000-8296 | Wohn- und Geschäftshaus                  |
| Leopoldstraße 11c/13/13a/15 (Standort)                       | Leopoldpark                                           | sogenannter Leopoldpark, Rest des ehemaligen Gartenareals der abgegangenen königlichen Villa, Anlage um 1845, jetzt teilweise neu bebaut; Einfriedung, westlich, 19. Jahrhundert | D-1-62-000-3849 | Leopoldpark                              |
| Leopoldstraße 18 (Standort)                                  | Mietshaus                                             | barockisierender Jugendstil, mit Stuckdekor, 1899–1900; Vorgartenzaun mit Hermenpfeilern und Gittertor | D-1-62-000-3850 | weitere Bilder                           |
| Leopoldstraße 20 (Standort)                                  | Geschäfts- und Bürohaus Concordia                     | freistehender, sechsgeschossiger Walmdachbau auf U-förmigem Grundriss mit elliptischem Treppenhaus, Fassaden mit Naturstein verkleidet, Erdgeschoss mit zurück versetzten Schaufenstern, von Fritz August Breuhaus de Groot, 1955/56 | D-1-62-000-8576 | weitere Bilder                           |
| Leopoldstraße 28 (Standort)                                  | Verwaltungsgebäude                                    | kubischer Block; ein Hauptwerk der Neuen Sachlichkeit in München, 1928–29 von Jakob Pfaller | D-1-62-000-3851 | weitere Bilder                           |
| Leopoldstraße 31/31a (Standort)                              | Freistehendes Doppelerkerhaus                         | Backsteinrenaissance, mit Putzgliederungen, 1890–91 von Johann Hollerauer. | D-1-62-000-3852 | Freistehendes Doppelerkerhaus            |
| Leopoldstraße 46 (Standort)                                  | Mietshaus                                             | Eckbau in nordischer Backsteinrenaissance, mit reicher Sandsteingliederung und städtebaulich wirkungsvollem Turmerker an der Ecke, bezeichnet 1889, von Friedrich Steffan; östlich zwei Torpfeiler mit Gitter, bezeichnet 1890. | D-1-62-000-3854 | weitere Bilder                           |
| Leopoldstraße 47/49 (Standort)                               | Villenartiges Doppelhaus                              | klassizistische Neurenaissance, Nr. 47 1881 von Mathias Berger, Erkervorbau 1908 umgestaltet; Nr. 49 Ende 19. Jahrhundert | D-1-62-000-3855 | Villenartiges Doppelhaus                 |
| Leopoldstraße 50 (Standort)                                  | Eckhaus                                               | deutsche Renaissance, reich gegliedert, mit Erkerturm an der Ecke, 1899–1900; mit Gaststätte, ehem. als Papa Benz berühmt | D-1-62-000-3857 | weitere Bilder                           |
| Leopoldstraße 54 (Standort)                                  | Mietshaus                                             | neubarock, freistehender, stattlicher, kräftig gegliederter Baukörper mit Loggien, um 1900 | D-1-62-000-3858 | Mietshaus                                |
| Leopoldstraße 56 (Standort)                                  | Mietshaus                                             | viergeschossiger neubarocker Mansardwalmdachbau mit Erker und Zwerchgiebeln am Eckrisalit, Putzgliederung und Stuckdekor, von Rosa Barbist, 1898/99, Fassade teilweise vereinfacht | D-1-62-000-7855 | Mietshaus                                |
| Leopoldstraße 67 (Standort)                                  | Mietshaus                                             | Neurenaissance, reich gegliederter Erkerbau, Ende 19. Jahrhundert | D-1-62-000-3859 | Mietshaus                                |
| Leopoldstraße 76 (Standort)                                  | Mietshaus                                             | neubarock, mit Erker, 1904 | D-1-62-000-3860 | Mietshaus                                |
| Leopoldstraße 77 (Standort)                                  | Mietshaus                                             | 1900–02 von Martin Dülfer; bis 1906 Wohnhaus des Architekten; Straßenfront vereinfacht; am vereinfachten Rückgebäude Nische mit Figur des Prinzregenten Luitpold. | D-1-62-000-3861 | weitere Bilder                           |
| Leopoldstraße 79 (Standort)                                  | Mietshaus                                             | neubarock, mit Loggienerker, um 1900; Gegenstück zu Nr. 81 | D-1-62-000-3862 | Mietshaus                                |
| Leopoldstraße 81 (Standort)                                  | Mietshaus                                             | neubarock, Eckbau mit Loggienerker, um 1900; Gegenstück zu Nr. 79 | D-1-62-000-3863 | Mietshaus                                |
| Leopoldstraße 94 (Standort)                                  | Mietshaus                                             | Eckbau in deutscher Renaissance, mit Stuckdekor, um 1900. | D-1-62-000-3864 | weitere Bilder                           |
| Leopoldstraße 133/135/135a (Standort)                        | Wohnblock                                             | barockisierend, 1911 von Franz Deininger; mit Tristanstraße 4 | D-1-62-000-3865 | Wohnblock                                |
| Leopoldstraße 149/149a/151/151a / Parzivalplatz 1 (Standort) | Reihenhäuser                                          | symmetrische zweigeschossige Walmdachreihe mit Erkern, Eingangsbaldachinen und Putzgliederung in expressionistischen Formen gestaltet, von Hanns Atzenbeck, 1927/28 | D-1-62-000-8473 | weitere Bilder                           |
| Leopoldstraße 153 (Standort)                                 | Mietshaus                                             | neubarock, mit Erkerturm an der Ecke und Stuckdekor, 1905–06 von Georg Dorner; am Parzivalplatz | D-1-62-000-3866 | weitere Bilder                           |
| Liebergesellstraße 8 (Standort)                              | Ehem. Wasserturm des Gohren-Schlösschens              | (vergleiche Biedersteinerstraße 29) zum Gästehaus am Englischen Garten umgebaut; im Kern wohl Ende 18. Jahrhundert | D-1-62-000-3884 | Ehem. Wasserturm des Gohren-Schlösschens |
| Liebergesellstraße 15 (Standort)                             | Wohnhaus                                              | malerischer, zweigeschossiger Neurenaissancebau, mit Mansarddach und Zwiebelturm, um 1880 | D-1-62-000-3885 | Wohnhaus                                 |
| Liebergesellstraße 17 (Standort)                             | Mietshaus                                             | Neurenaissance, reich gegliedert, Ende 19. Jahrhundert | D-1-62-000-3886 | Mietshaus                                |

### M
| Lage                                                     | Objekt                                         | Beschreibung | Akten-Nr.        | Bild                     |
| -------------------------------------------------------- | ---------------------------------------------- | --- | ---------------- | ------------------------ |
| Mainzer Straße 1a/3/4 (Standort)                         | Teil einer Wohnanlage                          | 1926–27 von Otho Orlando Kurz und Eduard Herbert; siehe Rheinstraße 23/25/27/29/31. | D-1-62-000-5777  | weitere Bilder           |
| Mandlstraße 1/3/5; Maria-Josepha-Straße 13/15 (Standort) | Freistehendes Wohnhaus                         | mittig dreigeschossiger Satteldachbau mit zweigeschossigen Walmdachbauten, spätklassizistisch, 1879 von Joseph Hölzle, unter Verwendung von Teilen eines alten Bauernhauses aus dem 19. Jahrhundert, Purifizierung der Fassade durch Heinz Schilling 1964, Umbauten im 20. Jahrhundert; davor Brunnen mit zwei Jugendstil-Hermen von Mathias Gasteiger, 1907 | D-1-62-000-4188  | Freistehendes Wohnhaus   |
| Mandlstraße 1/3/5; Maria-Josepha-Straße 13/15 (Standort) | Villa                                          | dreigeschossiger freistehender Walmdachbau in Jugendstilformen mit runden Eckerkern, Putzgliederung und Stuckdekor, von Friedrich von Thiersch, 1906/07 | D-1-62-000-4189  | Villa                    |
| Mandlstraße 8 (Standort)                                 | Block von zwei Villen                          | (mit Nr. 10), deutsche Renaissance, 1893 von Alfred Wahl und Alexander Bluhm, Umbau 1910 durch Carl Sattler. ehemals unter der Nummer D-1-62-000-4190 separat aufgeführt | D-1-62-000-4192  | weitere Bilder           |
| Mandlstraße 10 (Standort)                                | Block von zwei Villen                          | (mit Nr. 8), deutsche Renaissance, 1893 von Alfred Wahl und Alexander Bluhm | D-1-62-000-4192  | weitere Bilder           |
| Mandlstraße 9 (Standort)                                 | Villa                                          | zweigeschossiger Walmdachbau, 1925 von Theo Lechner und Fritz Norkauer | D-1-62-000-4191  | Villa                    |
| Mandlstraße 11 (Standort)                                | Kleinhaus                                      | neuklassizistisch, 2. Hälfte 19. Jahrhundert | D-1-62-000-4193  | Kleinhaus                |
| Mandlstraße 13 (Standort)                                | Villa                                          | Rohbackstein-Neurenaissance, Ende 19. Jahrhundert | D-1-62-000-4194  | Villa                    |
| Mandlstraße 14 (Standort)                                | Standesamt I                                   | neuklassizistische Portikusvilla, 1922–23 von Ed. Hoffmann | D-1-62-000-4195  | weitere Bilder           |
| Mandlstraße 15 (Standort)                                | Block von zwei Villen                          | dreigeschossiger Rohbacksteinbau in Neurenaissanceformen mit Erker, Balkon sowie Gliederungsteilen in Sandstein, 1883, 1909 verändert | D-1-62-000-4196  | Block von zwei Villen    |
| Mandlstraße 20 (Standort)                                | Privatklinik Carolinum                         | im Kern barockisierend, mit Ecktürmen und Giebelaufsatz, 1904–05 von Ludwig Kracher | D-1-62-000-4198  | weitere Bilder           |
| Mandlstraße 22 (Standort)                                | Mietshaus                                      | Neurenaissance, Ende 19. Jahrhundert | D-1-62-000-4199  | weitere Bilder           |
| Mandlstraße 23 (Standort)                                | Sitzfigur eines Löwen                          | 1848 von Johann von Halbig; ehemals vor dem Wittelsbacher Palais in der Türkenstraße, jetzt vor dem Neubau der Kath. Akademie | D-1-62-000-2334  | Sitzfigur eines Löwen    |
| Mandlstraße 24 (Standort)                                | Mietshaus                                      | deutsche Renaissance, bezeichnet 1901 | D-1-62-000-4201  | Mietshaus                |
| Mandlstraße 28 (Standort)                                | Malerischer Eckbau                             | gotisierend, mit Erkern und Giebeln, um 1900 | D-1-62-000-4202  | weitere Bilder           |
| Maria-Josepha-Straße 5 (Standort)                        | Vorstadthaus                                   | in Garten, biedermeierlich-spätklassizistisch, 2. Viertel 19. Jahrhundert, 1875 von Alois Ansprenger aufgestockt; 1882–1918 Wohnhaus des Malers Franz Xaver Simm | D-1-62-000-4233  | Vorstadthaus             |
| Maria-Josepha-Straße 8 (Standort)                        | Ursprünglich Haus des Kunstsammlers James Loeb | jetzt Bayerischer Adreßbuchverlag, stattlicher Villenbau in Rohbackstein mit Tonreliefs, im Stil eines norddeutschen barocken Herrenhauses, ab 1909 von Carl Sattler; ehemaliger Park zum Teil modern verbaut | D-1-62-000-4234  | weitere Bilder           |
| Maria-Josepha-Straße 10 (Standort)                       | Kleinhaus                                      | mit Walmdach, um 1800 | D-1-62-000-4235  | Kleinhaus                |
| Maria-Josepha-Straße 12 (Standort)                       | Villa                                          | neuklassizistisch-sachlich, Rohbackstein, Anfang 20. Jahrhundert; in Garten abseits gelegen. | D-1-62-000-4236  | Villa                    |
| Maria-Josepha-Straße 14 (Standort)                       | Villenartiges Doppelhaus                       | (mit der original erhaltenen Nr. 16), erbaut 1886, 1906 barockisierend verändert durch Heilmann und Littmann | D-1-62-000-4237  | Villenartiges Doppelhaus |
| Maria-Josepha-Straße 16 (Standort)                       | Villenartiges Doppelhaus                       | (mit Nr. 14), Neurenaissance, 1886 | D-1-62-000-4238  | Villenartiges Doppelhaus |
| Marktstraße 6 (Standort)                                 | Mietshaus                                      | schlicht, mit Gurtgesimsen und Schnitztür, Mitte 19. Jahrhundert | D-1-62-000-4299  | weitere Bilder           |
| Marktstraße 13 (Standort)                                | Mietshaus                                      | neubarock, mit Zwerchgiebel, reich gegliedert und stuckiert, um 1900 | D-1-62-000-4300  | weitere Bilder           |
| Marktstraße 16 (Standort)                                | Malerisches Mietshaus                          | schlicht gegliederter Eckbau, Ende 19. Jahrhundert | D-1-62-000-4301  | Malerisches Mietshaus    |
| Marktstraße 17 (Standort)                                | Mietshaus                                      | neubarocker Eckbau, mit reicher Putzgliederung, 1902–03 | D-1-62-000-4302  | weitere Bilder           |
| Marschallstraße 1 (Standort)                             | Mietshaus                                      | Eckbau in deutscher Renaissance, reich gegliedert, mit Runderker, zwei Giebeln, Dachreiter und Stuck, 1901–02 von Georg Lindner; vergleiche Münchner Freiheit | D-1-62-000-4305  | weitere Bilder           |
| Marschallstraße 1b (Standort)                            | Mietshaus                                      | schlicht barockisierend, mit mittlerem Schweifgiebel und zwei Hausfiguren, bezeichnet 1903, von Julius Volk | D-1-62-000-4306  | Mietshaus                |
| Marschallstraße 2 (Standort)                             | Mietshaus                                      | neubarock, mit Erker, um 1900 | D-1-62-000-4307  | Mietshaus                |
| Marschallstraße 6 (Standort)                             | Mietshaus                                      | neubarock, reich gegliedert, mit Stuckdekor, um 1900 | D-1-62-000-4308  | Mietshaus                |
| Marschallstraße 7 (Standort)                             | Mietshaus                                      | Jugendstil, mit asymmetrischer Erker-Balkon-Giebel-Gruppe, Anfang 20. Jahrhundert | D-1-62-000-4309  | Mietshaus                |
| Martiusstraße 1 (Standort)                               | Mietshaus                                      | Jugendstil, reich gegliedert und stuckiert, mit zwei Erkern und Giebel, 1906–07 von Anton Hatzl. | D-1-62-000-4358  | weitere Bilder           |
| Martiusstraße 3 (Standort)                               | Mietshaus                                      | Jugendstil, breite Doppelerkerfassade, mit reichem Dekor, 1906 von Anton Hatzl. | D-1-62-000-4359  | weitere Bilder           |
| Martiusstraße 4 (Standort)                               | Mietshaus                                      | Jugendstil, breite Giebelfront mit drei Erkern, reich gegliedert und stuckiert, bezeichnet 1908, von Anton Hatzl. | D-1-62-000-4360  | weitere Bilder           |
| Martiusstraße 5 (Standort)                               | Mietshaus                                      | Jugendstil, reich gegliedert und stuckiert, 1906 von Anton Hatzl. | D-1-62-000-4361  | weitere Bilder           |
| Martiusstraße 6 (Standort)                               | Mietshaus                                      | Jugendstil, reich gegliedert und stuckiert, 1906–07 von Franz Popp; 1937–44 Wohnhaus des Dichters Max Halbe (Gedenktafel). | D-1-62-000-4362  | Mietshaus                |
| Martiusstraße 7 (Standort)                               | Mietshaus                                      | Jugendstil, sehr reich und malerisch gegliedert und stuckiert, mit Reliefs am Eckerker, um 1906 von Anton Hatzl. | D-1-62-000-4363  | weitere Bilder           |
| Moltkestraße 9 (Standort)                                | Mietshaus                                      | barockisierender Jugendstil, 1913 von Franz Deininger; Gruppe mit Destouchesstraße 14; vergleiche Viktoriastraße 24 | D-1-62-000-1257  | weitere Bilder           |
| Moltkestraße 11 (Standort)                               | Teil einer Wohnanlage                          | vergleiche Unertlstraße 1–8 | D-1-62-000-7825  | weitere Bilder           |
| Montsalvatstraße 3a (Standort)                           | Wohnhaus                                       | zweigeschossiger historisierender Satteldachbau über hohem Kellergeschoss mit Eingangsvorbau und von Zwerchhaus bekröntem Polygonalerker, bezeichnet 1910 | D-1-62-000-8054  | Wohnhaus                 |
| Montsalvatstraße 13 (Standort)                           | Wohnhaus                                       | zweigeschossiger Satteldachbau in neuklassizistischen Formen mit mittigem Kastenerker und Stuckdekor, um 1920 | D-1-62-000-4608  | weitere Bilder           |
| Montsalvatstraße 15 (Standort)                           | Wohnhaus                                       | zweigeschossiger Satteldachbau mit neuklassizistischer Fassadenzier, um 1920 | D-1-62-000-8407  | weitere Bilder           |
| Mottlstraße 1 (Standort)                                 | Repräsentative Villa                           | neuklassizistisch, um 1910/20 | D-1-62-000-4617  | weitere Bilder           |
| Mottlstraße 6 (Standort)                                 | Villa                                          | neuklassizistisch, um 1910 | D-1-62-000-4618  | Villa                    |
| Mottlstraße 9/11/13/15 (Standort)                        | Malerische Reihenhausgruppe                    | Jugendstil, um 1910 | D-1-62-000-4619  | weitere Bilder           |
| Muffatstraße 4 (Standort)                                | Satteldachbau                                  | mit Walmdachquerbau, 1926 von German Bestelmeyer, mit Relief heiliger Georg | D-1-62-000-4666  | weitere Bilder           |
| Münchner Freiheit (Standort)                             | U-Bahnhof Münchner Freiheit                    | U-Bahnhöfe der Olympia-U-Bahn-Linie, Folge von fünf Bahnhöfen, vom U-Bahnreferat der Landeshauptstadt München unter Leitung von Garabede Chabasian, 1968–72 U-Bahnhof Münchner Freiheit, unterirdische Haltestelle mit zwei Bahnsteigen und vier Gleisen sowie Verteilergeschoss, gestaltet nach Regelvorgaben von Paolo Nestler; zugehörig Eingangsbauwerk, sogenanntes Forum, mit Treppen, Podesten, Wasserläufen und Bepflanzungen, von Erhard Duwenhögger, gleichzeitig | D-1-62-000-10051 | weitere Bilder           |
| Münchner Freiheit 6 (Standort)                           | Mietshaus                                      | neubarocker Eckbau, mit Erkerturm, um 1900 | D-1-62-000-4652  | Mietshaus                |
| Münchner Freiheit 8 (Standort)                           | Mietshaus                                      | barockisierender Jugendstil, mit Eckerker und reicher Putzgliederung, um 1900 | D-1-62-000-4653  | Mietshaus                |
| Münchner Freiheit 14 (Standort)                          | Mietshaus                                      | neubarock, mit Eisenbalkonen, um 1900 | D-1-62-000-4654  | Mietshaus                |
| Münchner Freiheit 16 (Standort)                          | Mietshaus                                      | im Kern neubarock, mit in Malerei erneuerter Gliederung, um 1900 | D-1-62-000-4655  | Mietshaus                |
| Münchner Freiheit 18 (Standort)                          | Mietshaus                                      | neubarock, mit Eckerker, um 1900; vereinfacht | D-1-62-000-4656  | Mietshaus                |
| Münchner Freiheit 22 (Standort)                          | Mietshaus                                      | Eckbau im späten Jugendstil, mit Erkern und Schweifgiebel, um 1910. | D-1-62-000-4657  | Mietshaus                |
| Münchner Freiheit 24 (Standort)                          | Mietshaus                                      | deutsche Renaissance, mit Erker und Schweifgiebel, reich gegliedert und dekoriert, um 1900 | D-1-62-000-4658  | weitere Bilder           |
| Münchner Freiheit 26 (Standort)                          | Mietshaus                                      | deutsche Renaissance, mit reich dekoriertem Erker, Portal und Schweifgiebel, bezeichnet 1900 | D-1-62-000-4659  | weitere Bilder           |

### N
| Lage                        | Objekt                                   | Beschreibung | Akten-Nr.       | Bild                 |
| --------------------------- | ---------------------------------------- | --- | --------------- | -------------------- |
| Nikolaiplatz (Standort)     | Fischerbrunnen                           | auf Steinsockel Schale mit Bronzefigur, 1929 von Eugen Mayer-Fassold | D-1-62-000-4754 | weitere Bilder       |
| Nikolaiplatz 1b (Standort)  | Seidlvilla                               | Zweigeschossiger malerischer Gruppenbau in jugendstiligen deutschen Renaissanceformen mit Natursteingliederung und rundem Eckturm, von Emanuel von Seidl, 1905/06; mit Ausstattung; ehemaliger Marstall, erdgeschossiger hakenförmiger Mansarddachbau mit Krüppelwalm, Balkons, Natursteingliederung und Pferdebüsten, gleichzeitig, baulich durch großes Durchfahrtstor mit der Villa verbunden; Einfriedung, hohe Mauer mit vasenbekrönten Pfeilern, gleichzeitig. | D-1-62-000-4232 | weitere Bilder       |
| Nikolaiplatz 2 (Standort)   | Kleinhaus                                | mit profiliertem Traufgesims, um 1800 | D-1-62-000-4751 | Kleinhaus            |
| Nikolaiplatz 3 (Standort)   | Ländliches Kleinhaus                     | wohl 1. Hälfte 19. Jahrhundert | D-1-62-000-4752 | Ländliches Kleinhaus |
| Nikolaiplatz 6 (Standort)   | Stattliches Eckhaus                      | neuklassizistisch, 1923–25 von John Herbert Rosenthal; Hauptfront an der Dillisstraße | D-1-62-000-4753 | weitere Bilder       |
| Nikolaistraße 4 (Standort)  | Eckhaus                                  | neubarock, mit Stuck, zwei Erkern und großer Heiligenfigur, bezeichnet 1899; Gedenktafel für die abgebrochene Nikolaikirche | D-1-62-000-4756 | weitere Bilder       |
| Nikolaistraße 9 (Standort)  | Ehemaliges Mietshaus                     | viergeschossiger reich gegliederter Mansardwalmdachbau in neubarocken Formen mit Kolossalpilastern, Erker und Zwerchgiebel, um 1894; bildet einen Block mit Nikolaistraße 11 | D-1-62-000-4757 | weitere Bilder       |
| Nikolaistraße 11 (Standort) | Mietshaus                                | dreigeschossiger reich gegliederter Neubarockbau in Ecklage mit Erker am turmartig erhöhten Eckrisalit und Stuckdekor am übergiebelten Risalit, bezeichnet 1894; bildet einen Block mit Nikolaistraße 9 | D-1-62-000-4758 | weitere Bilder       |
| Nikolaistraße 15 (Standort) | Freistehendes, dreigeschossiges Wohnhaus | Jugendstil, mit Erker und Putzdekor, 1905 von Josef Burger, wohl nach Entwurf von Martin Dülfer. | D-1-62-000-4759 | weitere Bilder       |
| Nikolaistraße 16 (Standort) | Villa                                    | biedermeierlich, mit Stichbogenfenstern, Mitte 19. Jahrhundert; Garten mit Gitterzaun und kleiner Freitreppe | D-1-62-000-4760 | Villa                |
| Nikolaistraße 17 (Standort) | Landhaus                                 | spätklassizistisch, mit Fensterverdachungen und Walmdach, Mitte 19. Jahrhundert; östlich Gartenmauer mit Blenden | D-1-62-000-4761 | Landhaus             |

### O
| Lage                          | Objekt                   | Beschreibung | Akten-Nr.       | Bild           |
| ----------------------------- | ------------------------ | --- | --------------- | -------------- |
| Occamstraße 2 (Standort)      | Mietshaus                | Neurenaissance, um 1890 von Philipp Sturm; Gruppe mit den gleichartigen Häusern Nr. 4, 6 und 8. | D-1-62-000-4911 | Mietshaus      |
| Occamstraße 3 (Standort)      | Mietshaus                | Neurenaissance, reich gegliedert, um 1880. | D-1-62-000-4912 | weitere Bilder |
| Occamstraße 4 (Standort)      | Mietshaus                | Neurenaissance, 1888 von Xaver Aumiller; Gruppe mit den gleichartigen Häusern Nr. 2, 6 und 8. | D-1-62-000-4913 | Mietshaus      |
| Occamstraße 6 (Standort)      | Mietshaus                | Neurenaissance, 1888–89 von Xaver Aumiller; Gruppe mit den gleichartigen Häusern Nr. 2, 4 und 8. | D-1-62-000-4914 | Mietshaus      |
| Occamstraße 8 (Standort)      | Mietshaus                | Neurenaissance, mit Josefsfigur im Schweifgiebel, um 1888–90; Gruppe mit den gleichartigen Häusern Nr. 2, 4 und 6. | D-1-62-000-4915 | Mietshaus      |
| Occamstraße 10 (Standort)     | Mietshaus                | Neurenaissance, Ende 19. Jahrhundert | D-1-62-000-4917 | weitere Bilder |
| Occamstraße 11 (Standort)     | Mietshaus                | Neurenaissance, reich gegliederter Eckbau mit Erkern, bezeichnet 1900. | D-1-62-000-4918 | Mietshaus      |
| Occamstraße 12 (Standort)     | Mietshaus                | Neurenaissance-Eckbau, Ende 19. Jahrhundert; vergleiche Haimhauserstraße 12. | D-1-62-000-4919 | weitere Bilder |
| Occamstraße 17 (Standort)     | Mietshaus                | Neurenaissance, reich gegliedert, um 1880. | D-1-62-000-4920 | Mietshaus      |
| Ohmstraße 7 (Standort)        | Mietshaus                | Eckbau im barockisierenden Jugendstil, um 1900; bildet eine Gruppe mit Kaulbachstraße 75. | D-1-62-000-4979 | weitere Bilder |
| Ohmstraße 13 (Standort)       | Mietshaus                | breit-blockförmiger, reich gegliederter und stuckierter Jugendstilbau, 1905–07 von Martin Dülfer; bildet mit Nr. 15 und 17 sowie dem Eckhaus Königinstraße 85 eine durch Torbauten verbundene Gruppe von Jugendstilhäusern                                                 | D-1-62-000-4981 | weitere Bilder |
| Ohmstraße 15 (Standort)       | Mietshaus                | breit-blockförmiger, reich gegliederter und stuckierter Jugendstilbau, 1905–07 von Martin Dülfer; bildet mit Nr. 13 und 17 sowie dem Eckhaus Königinstraße 85 eine durch Torbauten verbundene Gruppe von Jugendstilhäusern                                                 | D-1-62-000-4982 | weitere Bilder |
| Ohmstraße 16 (Standort)       | Mietshaus                | barockisierender Jugendstil, um 1900 | D-1-62-000-4983 | weitere Bilder |
| Ohmstraße 17 (Standort)       | Mietshaus                | Jugendstil, 1905–07 von Martin Dülfer; bildet mit Nr. 13 und 15 sowie dem Eckhaus Königinstraße 85 eine durch Torbauten verbundene Gruppe von Jugendstilhäusern. | D-1-62-000-4984 | Mietshaus      |
| Ohmstraße 20 (Standort)       | Mietshaus                | neuklassizistischer Jugendstil, reich gegliedert, um 1910 von Otho Orlando Kurz und Eduard Herbert; Gruppe mit Nr. 22 | D-1-62-000-4985 | weitere Bilder |
| Ohmstraße 22 (Standort)       | Mietshaus                | neuklassizistischer Jugendstil, um 1910 von Otho Orlando Kurz und Eduard Herbert; Gruppe mit Nr. 20 | D-1-62-000-4986 | weitere Bilder |
| Osterwaldstraße 14 (Standort) | Schlossartige Villa      | deutsche Renaissance, 1892 von Leonhard Romeis, samt Gartenmauer, mit Pavillon, Tor und Pfeilereinfahrt an der Straße | D-1-62-000-5069 | weitere Bilder |
| Osterwaldstraße 89 (Standort) | Atelierhaus Hermann Rosa | strenger kubischer Baukörper mit bündigem Satteldach in den Materialien Beton, Glas und Stahl durch den Bildhauer H. Rosa in den Jahren 1960–65 nach eigenem Entwurf und in Eigenarbeit errichtet; jeweils freistehend: Sanitärblock und hoher Kamin (1968), in Sichtbeton | D-1-62-000-5070 | weitere Bilder |

### P
| Lage                           | Objekt           | Beschreibung                                                                     | Akten-Nr.       | Bild           |
| ------------------------------ | ---------------- | -------------------------------------------------------------------------------- | --------------- | -------------- |
| Potsdamer Straße 1a (Standort) | Mansarddachvilla | barockisierend, 1923–24 von Heilmann und Littmann; mit neubarockem Vorgartenzaun | D-1-62-000-5475 | weitere Bilder |

### R
| Lage                                  | Objekt          | Beschreibung | Akten-Nr.       | Bild           |
| ------------------------------------- | --------------- | --- | --------------- | -------------- |
| Rheinstraße 23/25/27/29/31 (Standort) | Zwei Wohnblöcke | An der Mündung der Mainzer Straße in die Rheinstraße symmetrisch flankierend und dementsprechend städtebaulich akzentuierend, von den Stilprinzipien der Neuen Sachlichkeit mitbestimmt, 1926–27 von Otho Orlando Kurz und Eduard Herbert. Zugehörig: Mainzer Straße 1a/3/4. Die Inschrift bei Rheinstraße 29 könnte heißen: „Eule, Du tust mir Unrecht. Die Maus war mir zugesagt. Katze, Du jammerst (oder: du hast Schmerzen). Missgönntes Brot wird auch gegessen.“ | D-1-62-000-5777 | weitere Bilder |
| Rohmederstraße 12 (Standort)          | Villa           | ehemaliges Wohnhaus von Prof. Ludwig Biermann, zweigeschossiger Flachdachbau mit weit überstehendem Dach und filigranen Balkonen, eingeschossiger Nebenflügel mit Freisitz, in geschlämmtem Sichtziegelmauerwerk mit raumhohen Fensteröffnungen, von Sep Ruf, 1956–59 | D-1-62-000-8539 | Villa          |

### S
| Lage                                         | Objekt                                                        | Beschreibung | Akten-Nr.       | Bild                          |
| -------------------------------------------- | ------------------------------------------------------------- | --- | --------------- | ----------------------------- |
| Schackstraße 1 (Standort)                    | Eckhaus                                                       | neubarock, reich gegliedert mit Säulenbalkon an der Leopoldstraße und reichem Stuckdekor, bezeichnet 1897, von Leonhard Romeis; Gruppe mit Leopoldstraße 4 und 6 | D-1-62-000-6115 | Eckhaus                       |
| Schackstraße 3 (Standort)                    | Mietshaus                                                     | Baukörper neubarock, um 1897, vereinfacht. | D-1-62-000-6117 | Mietshaus                     |
| Schwedenstraße 46/46a (Standort)             | Doppelhaus                                                    | Sogenanntes Wohnhaus Schmitthenner, zweigeschossiger traufständiger Satteldachbau in klaren Proportionen mit asymmetrischen Freitreppen-Eingängen und schlichter Putzfassade mit sparsamen Schmuckformen, von Paul Schmitthenner, 1953/54; mit Vorgarten und rückseitigem Gartengrundstück. | D-1-62-000-8065 | Doppelhaus                    |
| Sederanger 1 (Standort)                      | Skulptur in biomorphen Formen                                 | Sogenanntes Zeichen 74, Bronze, teilweise poliert, von Bernhard Heiliger, 1973/74; über Podest aus Naturstein, teils über dem Eisbach ragend. | D-1-62-000-8702 | Skulptur in biomorphen Formen |
| Sederanger 4/6 (Standort)                    | Verwaltungsgebäude                                            | Ehemaliger Sitz der Bayerischen Rückversicherung Gruppenbau von drei viergeschossigen, verschmolzenen Kreiszylindern über kleeblattförmigem Grundriss und einem vorgelagerten, dreigeschossigen Bauteil auf kreisrundem Grundriss, als Stahlbetonbau mit mittigem Erschließungskern, vollständig verglasten Raumumfassungen und vorgehängten, filigranen Umgängen, von Uwe Kiessler, 1973–76, der vorgelagerte Bauteil 1989/90 vom gleichen Architekten um drei Etagen aufgestockt. | D-1-62-000-8697 | Verwaltungsgebäude            |
| Seestraße 2 (Standort)                       | Laden                                                         | 2. Hälfte 19. Jahrhundert, bildet Verbindung von Nr. 4 (vergleiche dort) zu dem Kleinhaus Werneckstraße 10. | D-1-62-000-6451 | Laden                         |
| Seestraße 3 (Standort)                       | Sogenanntes Bäcker-Häusl                                      | erdgeschossiges Satteldachhaus mit Kastengesims und stehenden Gauben, um 1800 | D-1-62-000-6452 | Sogenanntes Bäcker-Häusl      |
| Seestraße 4 (Standort)                       | Wohnhaus                                                      | zweigeschossig mit Mansarddach, wohl Mitte 19. Jahrhundert, 1908 von Architekt Carl Baierle neuklassizistisch umgestaltet; vergleiche Nr. 2 | D-1-62-000-6453 | weitere Bilder                |
| Seestraße 7 (Standort)                       | Neuklassizistische Villa                                      | mit Säulenbalkon, Walmdach und niedrigem Remisentrakt, 1923 von Hans Schenk; Gartenmauer entlang der Straße mit barockisierender Einfahrt und Pavillon | D-1-62-000-6454 | Neuklassizistische Villa      |
| Seestraße 8 (Standort)                       | Mietshaus                                                     | Jugendstil, mit drei Erkern, 1912 von Paul Böhmer. | D-1-62-000-6455 | Mietshaus                     |
| Seestraße 12 (Standort)                      | Klinik Dr. Decker                                             | reich gegliederter Jugendstilbau mit Stuckdekor, 1905 von Heinrich Lang, Liebergesell und Lehmann | D-1-62-000-6456 | Klinik Dr. Decker             |
| Seestraße 16 (Standort)                      | Villa                                                         | nordische Renaissance, 1886, zum Teil vereinfacht; Block mit Nr. 18 | D-1-62-000-6457 | weitere Bilder                |
| Seestraße 18 (Standort)                      | Villa                                                         | nordische Renaissance, Rohbackstein mit Putzgliederungen, Eckturm, 1886; Block mit Nr. 16 | D-1-62-000-6458 | weitere Bilder                |
| Seestraße 20 (Standort)                      | Palais Crailsheim                                             | freistehender Eckbau in Neurenaissance, 1891–92 von Josef Vasek; mit Bronzefigur Merkurs und Schweifgiebel. Südlich im Garten Remise mit Schweifgiebel, 1902–03 | D-1-62-000-6459 | weitere Bilder                |
| Siegesstraße 4 (Standort)                    | Jugendstil-Gartenmauer                                        | auf unbebautem Grundstück Ecke Siegesstraße/Nikolaistraße (südlich von Siegesstraße 4) | D-1-62-000-6523 | Jugendstil-Gartenmauer        |
| Siegesstraße 6 (Standort)                    | Mietshaus                                                     | mit barockisierendem Stuckdekor, um 1900 | D-1-62-000-6524 | Mietshaus                     |
| Siegesstraße 8 (Standort)                    | Mietshaus                                                     | neubarock, mit Putzgliederung, um 1900 | D-1-62-000-6525 | Mietshaus                     |
| Siegesstraße 10 (Standort)                   | Zweigeschossiges Kleinhaus                                    | (Apostolische Glaubensgemeinde) mit Schopfwalm und spätklassizistischem Stuckdekor, frühes 19. Jahrhundert | D-1-62-000-6526 | Zweigeschossiges Kleinhaus    |
| Siegesstraße 11 (Standort)                   | Mietshaus                                                     | Giebelbau in deutscher Renaissance mit Marienfigur, Anfang 20. Jahrhundert | D-1-62-000-6527 | Mietshaus                     |
| Siegesstraße 18 (Standort)                   | Mietshaus                                                     | schlichte Neurenaissance, Ende 19. Jahrhundert | D-1-62-000-6528 | Mietshaus                     |
| Siegesstraße 19 (Standort)                   | Mietshaus                                                     | Neurenaissance, mit Mansarddach, 1891 von Alois Ansprenger; Block mit Nr. 21. | D-1-62-000-6529 | Mietshaus                     |
| Siegesstraße 21 (Standort)                   | Mietshaus                                                     | Neurenaissance, mit Mansarddach, um 1891; Block mit Nr. 19. | D-1-62-000-6530 | Mietshaus                     |
| Siegesstraße 28 (Standort)                   | Mietshaus                                                     | später Jugendstil, mit Stuckdekor, 1897 von Alois Ansprenger; Gruppe mit Nr. 30 | D-1-62-000-6531 | Mietshaus                     |
| Siegesstraße 30 (Standort)                   | Mietshaus                                                     | später Jugendstil, mit geschnitztem Portal, um 1897; zum Teil vereinfacht; Gruppe mit Nr. 28 | D-1-62-000-6532 | Mietshaus                     |
| Siegfriedstraße 5 (Standort)                 | Mietshaus                                                     | Jugendstil, mit Balkon-Erker-Gruppe und reichem Stuckdekor, 1906–07 von Eduard Herbert. | D-1-62-000-6533 | Mietshaus                     |
| Siegfriedstraße 6 (Standort)                 | Mietshaus                                                     | später Jugendstil, mit zwei Erkern, 1911–12 von Franz Deininger | D-1-62-000-6534 | Mietshaus                     |
| Siegfriedstraße 8 (Standort)                 | Mietshaus                                                     | stattlicher Jugendstilbau, mit zwei Erkern, Balkongittern und Stuckdekor, 1908 von Eduard Herbert | D-1-62-000-6535 | Mietshaus                     |
| Siegfriedstraße 12 (Standort)                | Mietshaus                                                     | viergeschossiger Mansardsatteldachbau, mit Mittelelerker und Zwerchhaus mit geschweiftem Giebel, von Martin Esterl, 1905, nach Schäden im Zweiten Weltkrieg 1949 vereinfacht wiederhergestellt | D-1-62-000-8631 | Mietshaus                     |
| Siegfriedstraße 16 (Standort)                | Eckhaus                                                       | deutsche Renaissance, mit zwei Erkern, Dachaufsätzen und Stuck, 1902 von Rosa Barbist | D-1-62-000-6536 | Eckhaus                       |
| Siegfriedstraße 17 (Standort)                | Mietshaus                                                     | Neurenaissance, mit Mittelrisalit, um 1880/90. | D-1-62-000-6537 | Mietshaus                     |
| Siegfriedstraße 21 (Standort)                | Mietshaus                                                     | neubarock, mit Bodenerker, bezeichnet 1897 | D-1-62-000-6538 | Mietshaus                     |
| Siegfriedstraße 22 (Standort)                | Oskar-von-Miller-Gymnasium                                    | historisierender Gruppenbau mit Figurenschmuck und Turm, um 1910 von Karl Hoepfel; bildet mit dem Maxgymnasium (vergleiche Karl-Theodor-Straße 9) eine Baugruppe | D-1-62-000-6539 | weitere Bilder                |
| Siegfriedstraße 27 (Standort)                | Mansarddachvilla                                              | um 1910; Gruppe mit Karl-Theodor-Straße 19 | D-1-62-000-6540 | weitere Bilder                |
| Simmernstraße 2 (Standort)                   | Volksschule                                                   | historisierender Zweiflügelbau, mit malerischer Portalvorhalle, 1910–11 von Wilhelm Bertsch | D-1-62-000-6544 | weitere Bilder                |
| Soxhletstraße 6; Ungererstraße 65 (Standort) | Wohnanlage Orpheus und Eurydike mit Tankstelle und Gaststätte | in Plattenbauweise mit teils starkem Sichtbetonrelief, von Jürgen von Gagern, Udo von der Mühlen und Peter Ludwig, 1971–73: sogenanntes Orpheus, 13-geschossiges Hochhaus über schiefwinkligem Grundriss mit geknickten Balkonen, Wohnungen nach 10 verschiedenen Typen; vorgelagert Tankstellenüberdachung; sogenannte Eurydike, neungeschossiger Bau in zwei schiefwinklig zueinander angeordneten Flügeln mit dazwischen gesetzten Treppen- und Aufzugsturm, mit Vor- und Rücksprüngen, tiefen Balkons unterschiedlicher Größe, Wohnungen als Maisonettes angelegt, Erschließungsflächen farblich betont; Gartenanlage mit gekurvt und gerundet geführten Wegen und teils dichten, teils in Rabatten angeordneten Bepflanzungen, von Gottfried Hansjakob, gleichzeitig | D-1-62-000-8475 | weitere Bilder                |
| Stengelstraße 2 (Standort)                   | Mietshaus                                                     | Jugendstil-Eckbau, um 1900; Gruppe mit Ungererstraße 90 und 92. | D-1-62-000-6666 | Mietshaus                     |
| Sturystraße 2 (Standort)                     | Mietshaus                                                     | später Jugendstil, mit Mansarddach, zwei segmentbogigen Erkern und neuklassizistischem Portal, nach Plänen des Architekten Oswald Schiller 1914 errichtet (Tektur von Adolf Bierwager) | D-1-62-000-7867 | Mietshaus                     |

### T
| Lage                                | Objekt                                        | Beschreibung | Akten-Nr.        | Bild                                          |
| ----------------------------------- | --------------------------------------------- | --- | ---------------- | --------------------------------------------- |
| Theodor-Dombart-Straße 9 (Standort) | Wohnhaus                                      | zweigeschossiger barockisierender Mansarddachbau mit Halbwalm und Treppenhausturm mit Uhr und Glockenstuhl, von Robert Rehlen, 1912/13 | D-1-62-000-6851  | weitere Bilder                                |
| Thiemestraße 3 (Standort)           | Ehemalige Wohnanlage für US-Diplomaten        | Jetzt Wittelsbacher Ausgleichsfonds, großzügig angelegte Gebäudegruppe auf von drei Straßen begrenztem Parkgrundstück in moderner Architekturauffassung mit Rhythmisierung der Fassaden durch Befensterung, Loggien und Flugdächer, bestehend aus drei unterschiedlich hohen Zeilenbauten und einem Wohnhochhaus, von Alexander von Branca, 1954–56; Skulpturen, zwei lagernde Kühe, von Fritz Koenig, 1956. | D-1-62-000-7947  | Ehemalige Wohnanlage für US-Diplomaten        |
| Thiemestraße 3 (Standort)           | Brunnen                                       | flaches Becken mit Steinbank und Bronzefigur auf Nagelfluh-Sockel, von Augustin Lohr, 1957/58 | D-1-62-000-7947  | weitere Bilder                                |
| Traubestraße 3 (Standort)           | Eingangs- und Umkleidegebäude des Ungererbads | zweigeschossiger Pultdachbau mit nach Süden offenen Gängen und zwei einläufigen Freitreppen, von Albert Heichinger, 1951 | D-1-62-000-10712 | Eingangs- und Umkleidegebäude des Ungererbads |
| Trautenwolfstraße 3 (Standort)      | Mietshaus                                     | Eckbau im barockisierenden Jugendstil, mit Stuckdekor, um 1900. | D-1-62-000-6956  | weitere Bilder                                |
| Trautenwolfstraße 4 (Standort)      | Mietshaus                                     | barockisierender Jugendstil, mit Erker, Anfang 20. Jahrhundert | D-1-62-000-6957  | Mietshaus                                     |
| Trautenwolfstraße 5 (Standort)      | Mietshaus                                     | Jugendstil-Eckbau mit Doppelerker, Anfang 20. Jahrhundert | D-1-62-000-6958  | Mietshaus                                     |
| Trautenwolfstraße 6 (Standort)      | Mietshaus                                     | barockisierender Jugendstil, um 1910 von Otho Orlando Kurz und Eduard Herbert | D-1-62-000-6959  | weitere Bilder                                |
| Trautenwolfstraße 7 (Standort)      | Mietshaus                                     | viergeschossiger putzgegliederter Warmdachbau in Jugendstilformen mit turmartig erhöhtem polygonalem Erker und Putzdekor, Anfang 20. Jahrhundert | D-1-62-000-6960  | Mietshaus                                     |
| Trautenwolfstraße 8 (Standort)      | Mietshaus                                     | neubarocker Eckbau, mit Erkern, Eckturm und Stuckdekor, um 1900 | D-1-62-000-6961  | weitere Bilder                                |
| Tristanstraße 4 (Standort)          | Mietshaus                                     | historisierender Eckbau, 1911 von Franz Deininger; mit Leopoldstraße 133/135/135a | D-1-62-000-6967  | Mietshaus                                     |
| Tristanstraße 8 (Standort)          | Villa                                         | historisierend, 1911 | D-1-62-000-6968  | weitere Bilder                                |

### U
| Lage                         | Objekt                                                                           | Beschreibung | Akten-Nr.        | Bild                |
| ---------------------------- | -------------------------------------------------------------------------------- | --- | ---------------- | ------------------- |
| Unertlstraße 1–8 (Standort)  | Wohnanlagen an der Unertlstraße im Abschnitt zwischen Moltke- und Viktoriastraße | Geschlossene Straßenrandbebauung von Mietshäusern mit Vorgärten und städtebaulich hervorgehobenen Eckbauten, Mitte der zwanziger Jahre für die Mittelstandsbaugenossenschaft Schwabing (Südseite) und die Bayer. Wohnhausbau- und Eigenheimgesellschaft (Nordseite) in zwei Bauabschnitten errichtet, stilistisch aber angeglichen. Südseite: Einheitliche Baugruppe an der Unertlstraße 1 und 3 mit Moltkestraße 11, viergeschossig, mit Mansardwalmdach, abgestaffelten Treppenhaustürmen und Sichtziegeldekor in Art-Deco-Manier an Erkern und Türgewänden, nach Plänen von Hanns Atzenbeck von 1925 mit Tekturen von 1928 (Gustav von Cube und G. Persch); Unertlstraße 5, 7 und Viktoriastraße 30 gleichartig, mit geputzten Art-Deco-Motiven und nach unten spitz zulaufenden Flacherkern, nach Plänen von Hanns Atzenbeck von 1925. Nordseite: Einheitliche Baugruppe an der Unertlstraße 2, 4, 6, 8 mit Viktoriastraße 32, 34, dreigeschossig, mit Mansardwalmdach, turmartigen Erkervorbauten und geputzten Art-Deco-Motiven, nach Plänen von 1925 durch das Baugeschäft Heilmann und Littmann. Zugehörig: Moltkestraße 11, Viktoriastraße 30, 32, 34 (vergleiche dort). | D-1-62-000-7825  | weitere Bilder      |
| Ungererstraße 13 (Standort)  | Evangelisch-lutherische Erlöserkirche                                            | malerischer, historisierender Bau mit Turm, 1901–02 von Theodor Fischer; mit Ausstattung; mit zugehöriger Vorgartenmauer; bildet mit Nr. 15 eine Gruppe | D-1-62-000-7096  | weitere Bilder      |
| Ungererstraße 15 (Standort)  | Pfarrhaus                                                                        | Pfarrhaus der Erlöserkirche, im gleichen historisierenden Stil, um 1900 von Theodor Fischer; vergleiche Nr. 13. | D-1-62-000-7097  | weitere Bilder      |
| Ungererstraße 19 (Standort)  | Wohnhochhaus                                                                     | Wohn- und Geschäftshaus Fuchsbau, dreiarmiger, pyramidal gestaffelter Terrassenbau mit neun Geschossen in Sichtbeton und markanten Balkonen aus Betonfertigteilen, mit nördlich auf polygonalem Grundriss vorgezogener Ladenzone, Wohnungen in 15 verschiedenen Varianten, gemeinschaftlicher Dachterrasse mit Schwimmbecken und Außenflächen, von Wilhelm Steinel, 1972/73. | D-1-62-000-9960  | weitere Bilder      |
| Ungererstraße 23 (Standort)  | Villa                                                                            | neuklassizistisch, 1924 von Max Neumann | D-1-62-000-7098  | weitere Bilder      |
| Ungererstraße 25 (Standort)  | Villa                                                                            | historisierend, 1923 von Stefan Wollmann | D-1-62-000-7099  | Villa               |
| Ungererstraße 31 (Standort)  | Mehrfamilienwohnhaus                                                             | zweigeschossiger verputzter Walmdachbau mit südlich vorgelagerter Terrasse und Altane, in sachlich-modernen Formen, von Ludwig Lehn, 1934/35; Einfriedung aus Stampfbeton, gleichzeitig | D-1-62-000-11226 | BW                  |
| Ungererstraße 32 (Standort)  | Malerisches Eckhaus                                                              | historisierend, reich gegliedert, um 1910; Gruppe mit Nr. 34 | D-1-62-000-7100  | Malerisches Eckhaus |
| Ungererstraße 34 (Standort)  | Mietshaus                                                                        | historisierend, um 1910; Gruppe mit Nr. 32 | D-1-62-000-7101  | Mietshaus           |
| Ungererstraße 38 (Standort)  | Eckhaus                                                                          | mit Erker, 1908 von Paul Puschner; zum Teil vereinfacht | D-1-62-000-7102  | Eckhaus             |
| Ungererstraße 40 (Standort)  | Mietshaus                                                                        | später Jugendstil, um 1910; Gruppe mit Antonienstraße 1, gleichzeitig mit Ungererstraße 42 | D-1-62-000-7103  | Mietshaus           |
| Ungererstraße 42 (Standort)  | Mietshaus                                                                        | Jugendstil, reich gegliedert, um 1910; gleichzeitig mit Nr. 40. | D-1-62-000-7104  | Mietshaus           |
| Ungererstraße 44 (Standort)  | Mietshaus                                                                        | neubarock, mit reicher Putzgliederung, um 1900; samt gleichzeitigem Rückgebäude | D-1-62-000-7105  | Mietshaus           |
| Ungererstraße 56 (Standort)  | Mietshaus                                                                        | malerischer Eckbau in deutscher Renaissance, um 1900 | D-1-62-000-7106  | Mietshaus           |
| Ungererstraße 58 (Standort)  | Mietshaus                                                                        | deutsche Renaissance, erbaut 1900 von Ch. Schneider | D-1-62-000-7107  | Mietshaus           |
| Ungererstraße 64 (Standort)  | Mietshaus                                                                        | Eckbau im späten Jugendstil, reich gegliedert, um 1910. | D-1-62-000-7108  | Mietshaus           |
| Ungererstraße 66 (Standort)  | Mietshaus                                                                        | neubarocker Eckbau, um 1900; Gruppe mit Nr. 68 | D-1-62-000-7109  | Mietshaus           |
| Ungererstraße 68 (Standort)  | Mietshaus                                                                        | neubarock mit Erkerturm, 1899 von Baumeister Josef Geißler; Gruppe mit Nr. 66 | D-1-62-000-7110  | Mietshaus           |
| Ungererstraße 70 (Standort)  | Mietshaus                                                                        | Jugendstil, reich gegliedert, Anfang 20. Jahrhundert. | D-1-62-000-7111  | Mietshaus           |
| Ungererstraße 74 (Standort)  | Mietshaus                                                                        | später Jugendstil, mit Stuckdekor, Anfang 20. Jahrhundert | D-1-62-000-7112  | Mietshaus           |
| Ungererstraße 76 (Standort)  | Mietshaus                                                                        | Neurenaissance, mit Erker, um 1900. | D-1-62-000-7113  | Mietshaus           |
| Ungererstraße 80 (Standort)  | Mietshaus                                                                        | deutsche Renaissance, mit Eckerker, 1900 von Paul Böhmer; Gruppe mit Helmtrudenstraße 1 | D-1-62-000-7114  | Mietshaus           |
| Ungererstraße 84 (Standort)  | Mietshaus                                                                        | später Jugendstil, Anfang 20. Jahrhundert | D-1-62-000-7115  | Mietshaus           |
| Ungererstraße 86 (Standort)  | Mietshaus                                                                        | Jugendstil-Eckbau, Anfang 20. Jahrhundert | D-1-62-000-7116  | Mietshaus           |
| Ungererstraße 90 (Standort)  | Mietshaus                                                                        | Jugendstil, mit Eckturm und reichem Stuckdekor, 1900–01 von Rathard Vogl; symmetrische Gruppe mit Nr. 92 und Stengelstraße 2. | D-1-62-000-7117  | Mietshaus           |
| Ungererstraße 92 (Standort)  | Mietshaus                                                                        | Jugendstil, mit Erkern und reichem Stuckdekor, bezeichnet 1900, von Rathard Vogl; symmetrische Gruppe mit Nr. 90 und Stengelstraße 2. | D-1-62-000-7118  | Mietshaus           |
| Ungererstraße 130 (Standort) | Nordfriedhof                                                                     | Angelegt 1884, mehrfach erweitert, 1897–1910 Neugestaltung durch Hans Grässel. Friedhofsgebäude mit mittlerem Kuppelbau neubyzantinisch, 1897–99 von Grässel. Östlich gegenüber zwei Arkadenhallen (Urnenhalle). Zahlreiche Gruftkapellen, Denkmäler und Brunnen. Friedhofsmauer um den älteren Teil (Gräberfelder 1–91). | D-1-62-000-7119  | weitere Bilder      |
| Ungererstraße 135 (Standort) | Wohnhaus                                                                         | zweigeschossiger Satteldachbau mit Zwerchhaus und Erker, im Reformstil, vom Baugeschäft Peter Schneider, 1911; zugehörig Werkstatt-/Atelierbau, eingeschossiger Pultdachbau, um 1905/10 | D-1-62-000-11046 | Wohnhaus            |
| Ursulastraße 1 (Standort)    | Mietshaus                                                                        | neubarock, reich gegliedert, 1893 von Anton Mack | D-1-62-000-7167  | Mietshaus           |
| Ursulastraße 2 (Standort)    | Mietshaus                                                                        | in spätklassizistischer Tradition, um 1880 | D-1-62-000-7168  | Mietshaus           |
| Ursulastraße 3 (Standort)    | Mietshaus                                                                        | Neurenaissance, reich gegliedert, um 1880 | D-1-62-000-7169  | Mietshaus           |
| Ursulastraße 5 (Standort)    | Mietshaus                                                                        | Neurenaissance, um 1880/90 | D-1-62-000-7170  | Mietshaus           |
| Ursulastraße 9 (Standort)    | Mietshaus                                                                        | Neurenaissance-Eckbau in spätklassizistischer Tradition, um 1880. | D-1-62-000-7171  | Mietshaus           |
| Ursulastraße 10 (Standort)   | Mietshaus                                                                        | Neurenaissance-Eckbau, mit Konsolgesims, um 1880. | D-1-62-000-7172  | Mietshaus           |

### V
| Lage                         | Objekt    | Beschreibung | Akten-Nr.        | Bild           |
| ---------------------------- | --------- | --- | ---------------- | -------------- |
| Viktoriastraße 2 (Standort)  | Mietshaus | neubarock, mit zwei Erkern, Stuckdekor und Vorgartenzaun, um 1900 | D-1-62-000-7208  | weitere Bilder |
| Viktoriastraße 6 (Standort)  | Mietshaus | in spätklassizistischer Tradition, mit volutengetragenen Verdachungen, um 1880 | D-1-62-000-7211  | weitere Bilder |
| Viktoriastraße 8 (Standort)  | Mietshaus | Neurenaissance, um 1880, Fassadenpreisträger 2004. | D-1-62-000-7212  | weitere Bilder |
| Viktoriastraße 24 (Standort) | Mietshaus | Eckbau im barockisierenden Jugendstil, 1914 von Franz Deininger; vergleiche Destouchesstraße 14 und Moltkestraße 9.                                                                               | D-1-62-000-7217  | weitere Bilder |
| Virchowstraße 5 (Standort)   | Villa     | zweigeschossiger Walmdachbau in Zollingerbauweise über hohem Sockel, barockisierend mit expressionistischen Einflüssen, Einfriedung mit Betonpfosten und-sockel; beides von Carl Limburg, 1923/24 | D-1-62-000-11041 | BW             |

### W
| Lage                           | Objekt                                       | Beschreibung | Akten-Nr.                | Bild                                         |
| ------------------------------ | -------------------------------------------- | --- | ------------------------ | -------------------------------------------- |
| Wagnerstraße 5 (Standort)      | Mietshaus                                    | Neurenaissance-Eckbau, Rohbackstein, mit reicher Putzgliederung, Erker und Stuck, 1891–92. | D-1-62-000-7299          | weitere Bilder                               |
| Wagnerstraße 8 (Standort)      | Mietshaus                                    | Neurenaissance-Eckbau, reich gegliedert, um 1880. | D-1-62-000-7300          | Mietshaus                                    |
| Werneckstraße 6 (Standort)     | Portalvorbau und Gartenmauer                 | 1909–10 von Ludwig Grothe. | D-1-62-000-7415          | Portalvorbau und Gartenmauer                 |
| Werneckstraße 7 (Standort)     | Doppelhaus                                   | mit Nr. 9, mit reicher Neurenaissance-Gliederung, um 1880 | D-1-62-000-7416          | Doppelhaus                                   |
| Werneckstraße 8 (Standort)     | Mietshaus                                    | deutsche Renaissance, mit Flacherker, um 1900 | D-1-62-000-7417          | Mietshaus                                    |
| Werneckstraße 9 (Standort)     | Doppelhaus                                   | mit Nr. 7, mit reicher Neurenaissance-Gliederung, um 1880 | D-1-62-000-7416          | Doppelhaus                                   |
| Werneckstraße 10 (Standort)    | Erdgeschossiges Kleinhaus                    | mit Satteldach und östlich anschließendem Schuppen, um 1800; vergleiche Seestraße 2 und 4 | D-1-62-000-7419          | Erdgeschossiges Kleinhaus                    |
| Werneckstraße 11 (Standort)    | Mietshaus                                    | Neurenaissance, um 1880; Erdgeschoss um 1910/20 umgestaltet. | D-1-62-000-7420 Wikidata | weitere Bilder                               |
| Werneckstraße 13 (Standort)    | Mietshaus                                    | Neurenaissance, nach Plan von 1892 durch E. Vogt und E. Neuhoff erbaut. | D-1-62-000-7421          | weitere Bilder                               |
| Werneckstraße 14 (Standort)    | Villa                                        | neuklassizistisch, mit Walmdach und Dreiecksgiebel, Anfang 20. Jahrhundert | D-1-62-000-7422          | Villa                                        |
| Werneckstraße 15 (Standort)    | Mietshaus                                    | in spätklassizistischer Tradition, 1890 von Jakob Freundorfer | D-1-62-000-7423          | Mietshaus                                    |
| Werneckstraße 16 (Standort)    | Erdgeschossiger Satteldachbau                | im Kern wohl um 1800; ehemaliges Nebengebäude von Nr. 18 | D-1-62-000-7424          | Erdgeschossiger Satteldachbau                |
| Werneckstraße 18 (Standort)    | Stubenrauch-Schlösschen                      | zweigeschossig mit Walmdach, 2. Hälfte 18. Jahrhundert; im Garten Figuren; Einfahrts-Torpfeiler mit Gitter; vergleiche Nr. 16 | D-1-62-000-7425          | Stubenrauch-Schlösschen                      |
| Werneckstraße 20/22 (Standort) | Zweigeschossiges Doppelhaus                  | mit Schopfwalm, im Kern wohl 1. Hälfte 19. Jahrhundert, 1938 von Max Fleissner umgebaut; früher Gasthof | D-1-62-000-7426          | Zweigeschossiges Doppelhaus                  |
| Werneckstraße 23 (Standort)    | Mietshaus                                    | Neurenaissance, reich gegliedert, Rohbackstein mit Putzgliederung, bezeichnet 1893. | D-1-62-000-7427          | Mietshaus                                    |
| Werneckstraße 24 (Standort)    | Schloss Suresnes                             | Jetzt Teil der Katholischen Akademie, um 1715–18 vielleicht von Johann Baptist Gunezrainer, 1925 von Karl Bücklers umgebaut. Garten mit zahlreichen barocken und neubarocken Figuren. In der Westmauer Halbrondell mit Torpfeilern des späten 18. Jahrhunderts und Gitter. Im Norden Nebengebäude von 1925. | D-1-62-000-7428          | weitere Bilder                               |
| Werneckstraße 27 (Standort)    | Schlichtes, dreigeschossiges Mansarddachhaus | etwa Mitte 19. Jahrhundert | D-1-62-000-7429          | Schlichtes, dreigeschossiges Mansarddachhaus |
| Wilhelmstraße 1 (Standort)     | Mietshaus                                    | neubarock, mit Erker, reich gegliedert und stuckiert, um 1900; Pendant zu Nr. 3 | D-1-62-000-7570          | weitere Bilder                               |
| Wilhelmstraße 3 (Standort)     | Mietshaus                                    | neubarock, mit Erker, reich gegliedert und stuckiert, um 1900; Pendant zu Nr. 1 | D-1-62-000-7571          | weitere Bilder                               |
| Wilhelmstraße 4 (Standort)     | Mietshaus                                    | neubarock, mit Erker, 1896 von Ludwig Seemüller; zum Teil vereinfacht | D-1-62-000-7572          | Mietshaus                                    |
| Wilhelmstraße 8 (Standort)     | Mietshaus                                    | Neurenaissance, mit Mittelrisalit, Ende 19. Jahrhundert | D-1-62-000-7573          | Mietshaus                                    |
| Wilhelmstraße 9 (Standort)     | Gebäude für Verlag C. H. Beck                | Baugruppe aus viergeschossigem, quadratischem Kopfbau und dreigeschossigem Flügelbau, Putzbauten mit steilem Walmdach und Fenstergewänden in Naturstein, Hauptbau mit historisierendem Portal und doppelläufiger Freitreppe, 1948–50 von Roderich Fick.                                                     | D-1-62-000-7915          | Gebäude für Verlag C. H. Beck                |
| Wilhelmstraße 10 (Standort)    | Mietshaus                                    | Neurenaissance-Eckbau, reich gegliedert, Ende 19. Jahrhundert | D-1-62-000-7574          | weitere Bilder                               |
| Wilhelmstraße 12 (Standort)    | Mietshaus                                    | neubarock, mit zwei Erkern, reich gegliedert, mit Stuckdekor, um 1890/1900 | D-1-62-000-7575          | weitere Bilder                               |
| Wilhelmstraße 14 (Standort)    | Villa                                        | zweigeschossiger putzgegliederter Satteldachbau in neubarocken Formen mit Schweifgiebel und übergiebeltem Mittelrisalit, um 1900, vereinfacht | D-1-62-000-7576          | weitere Bilder                               |
| Wilhelmstraße 14/16 (Standort) | Villa                                        | zwei- bzw. dreigeschossiger stuckgegliederter Neurenaissancebau mit erhöhtem Querriegel, Ende 19. Jahrhundert | D-1-62-000-7577          | weitere Bilder                               |
| Wilhelmstraße 16 (Standort)    | Villa                                        | Neurenaissance, Ende 19. Jahrhundert; Block mit Nr. 14. | D-1-62-000-7577          | weitere Bilder                               |
| Wilhelmstraße 19a (Standort)   | Stillgelegtes Straßenbahndepot               | 1899–1901 | D-1-62-000-7578          | Stillgelegtes Straßenbahndepot               |
| Wilhelmstraße 20 (Standort)    | Villa                                        | Neurenaissance, Rohbackstein mit Putzgliederung, um 1890; mit Nr. 22 zusammenhängend. | D-1-62-000-7579          | weitere Bilder                               |
| Wilhelmstraße 21 (Standort)    | Mietshaus                                    | barockisierender Jugendstil, mit zwischen Erkern eingespannten Balkonen, um 1900 | D-1-62-000-7580          | Mietshaus                                    |
| Wilhelmstraße 22 (Standort)    | Villa                                        | Neurenaissance, Rohbackstein mit Putzgliederung, um 1890; mit Nr. 20 zusammenhängend. | D-1-62-000-7581          | weitere Bilder                               |
| Wilhelmstraße 23 (Standort)    | Mietshaus                                    | Eckbau in deutscher Renaissance, mit drei reich gegliederten Polygonalerkern, um 1900. | D-1-62-000-7582          | weitere Bilder                               |
| Wilhelmstraße 25 (Standort)    | Mietshaus                                    | Eckbau im barockisierenden Jugendstil, mit Balkon-Erker-Gruppe und Eckkuppel, Anfang 20. Jahrhundert | D-1-62-000-7583          | weitere Bilder                               |
| Wilhelmstraße 29 (Standort)    | Volksschule                                  | Neurenaissance, Ostflügel 1887; der höhere, rückwärtige Trakt 1891–92 von Karl Hocheder d. Ä. | D-1-62-000-7584          | Volksschule                                  |
| Wilhelmstraße 31 (Standort)    | Feuerhaus                                    | Neubarockbau mit Mansarddach, 1900 von Adolf Schwiening und Philipp Schwaab. | D-1-62-000-7585          | Feuerhaus                                    |
| Wiltrudenstraße 3 (Standort)   | Walmdachvilla                                | barockisierend, um 1910/20 | D-1-62-000-7591          | Walmdachvilla                                |
| Wiltrudenstraße 5 (Standort)   | Eckhaus                                      | barockisierend, Anfang 20. Jahrhundert | D-1-62-000-7592          | weitere Bilder                               |

## Ehemalige Baudenkmäler
In diesem Abschnitt sind Objekte aufgeführt, die früher einmal in der Denkmalliste eingetragen waren, jetzt aber nicht mehr. Objekte, die in anderem Zusammenhang – also z. B. als Teil eines Baudenkmals – weiter eingetragen sind, sollen hier nicht aufgeführt werden. Aktennummern in diesem Abschnitt sind ehemalige, jetzt nicht mehr gültige Aktennummern.

| Lage                              | Objekt   | Beschreibung | Akten-Nr.       | Bild           |
| --------------------------------- | -------- | --- | --------------- | -------------- |
| Biedersteiner Straße 2 (Standort) | Villa    | langgestreckter Bau in spätklassizistischen Formen, mit Konsolgesims; Südteil: kubischer Bau mit Zeltdach, Freitreppe, 1879 von Joseph Hoelzl; Nordteil: Erweiterungsbau, 1887 von Josef Vasek | D-1-62-000-740  | Villa          |
| Königinstraße 26 (Standort)       | Wohnhaus | zweigeschossiger Walmdachbau mit profiliertem Traufgesims, Kartuschenfenster über Eingang und Runderker mit Loggia zum Garten, nach Entwurf des Architekturbüros Heilmann & Littmann, 1928/29  | D-1-62-000-9856 | Wohnhaus       |
| Königinstraße 44 (Standort)       | Villa    | Neurenaissance, reich gegliedert, um 1880. |                 | weitere Bilder |

## Abgegangene Baudenkmäler
In diesem Abschnitt sind Objekte aufgeführt, die früher einmal in der Denkmalliste eingetragen waren, jetzt aber nicht mehr existieren, z. B. weil sie abgebrochen wurden. Aktennummern in diesem Abschnitt sind ehemalige, jetzt nicht mehr gültige Aktennummern.

| Lage                              | Objekt                                      | Beschreibung                                                                             | Akten-Nr.       | Bild |
| --------------------------------- | ------------------------------------------- | ---------------------------------------------------------------------------------------- | --------------- | ---- |
| Feilitzschstraße 24/26 (Standort) | Ehemaliger Wirtschaftsteil des Viereckhofes | 1787; Wohnteil siehe Gunezrainerstraße 9/10 nach Abbruch aus der Denkmalliste gestrichen | D-1-62-000-1648 | BW   |
| Franzstraße 1 (Standort)          | Kleinhaus                                   | klassizistisch, um 1800 nach Abbruch aus der Denkmalliste gestrichen                     | D-1-62-000-1796 | BW   |